# Liste der Kulturdenkmale in Flöha

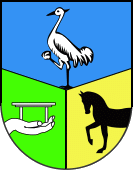
Wappen von Flöha

In der Liste der Kulturdenkmale in Flöha sind die Kulturdenkmale der sächsischen Stadt Flöha verzeichnet, die bis Oktober 2022 vom Landesamt für Denkmalpflege Sachsen erfasst wurden (ohne archäologische Kulturdenkmale). Die Anmerkungen sind zu beachten.
Diese Aufzählung ist eine Teilmenge der Liste der Kulturdenkmale im Landkreis Mittelsachsen.

## Flöha
| Bild                                    | Bezeichnung | Lage | Datierung | Beschreibung | ID       |
| --------------------------------------- | --- | --- | --- | --- | -------- |
| Direkt Bild zu diesem Denkmal hochladen | Wohnhaus in Ecklage | Adlerstraße 2 (Karte) | Um 1900 | Historisierende Putzfassade, baugeschichtlich und straßenbildprägend von Bedeutung. Fenster zum großen Teil verändert, Putzfassade mit flacher Putznutung im Erdgeschoss. | 09240129 |
| Direkt Bild zu diesem Denkmal hochladen | Wohnhaus in Ecklage | Adlerstraße 6 (Karte) | Um 1905 | Ehemals Kellers Gaststätte, historisierende Putzfassade, baugeschichtlich und straßenbildprägend von Bedeutung, Schwebegiebel | 09240128 |
| Direkt Bild zu diesem Denkmal hochladen | Uhle-Villa: Fabrikantenvilla mit Terrassenanlage östlich der Villa (Einzeldenkmal der Sachgesamtheit 09240155) | Am Park 4 (Karte) | 1868 | Einzeldenkmal der Sachgesamtheit Baumwollspinnerei E. I. Clauß Nachfolger; Putzbau mit Stilelementen der Neorenaissance, Villa des Spinnerei-Fabrikanten Uhle, baugeschichtlich und ortsgeschichtlich von Bedeutung. Terrassenanlage mit Stützmauern aus Bruchstein und Sandsteinabdeckung, Zaunpfosten aus Sandstein und Ziergittern, zweiarmige Treppe aus Sandstein von der Ostseite der Terrasse in den Garten, weitere Treppe an der Nordseite, halbrunde bastionsartige Aufweitung (Fundament eines ehemaligen Pavillons?) nördlich der Villa als Teil der Terrassenanlage, in der Mitte der Terrasse befindet sich ein kleines Wasserbecken, im Garten befinden sich noch einige Altbäume (Linde, Eiche, Hainbuche, Lebensbaum und Eibe) sowie südlich der Villa noch Reste einer Felspartie. | 09240163 |
|                                         | Wohnhaus | August-Bebel-Straße 4 (Karte) | Um 1930 | Markanter Putzbau mit Stuckornamentik und Walmdach, baugeschichtlich von Bedeutung. Zweigeschossig über quadratischem Grundriss mit Drempel, dort drei Oculi, der mittlere mit Stuckornamentik, betonter Eingangsbereichsonst im Stil der 1930er Jahre, recht schlichter Bau, Treppe Werkstein (Zweifamilienhaus, eventuell mit ehemaliger Arztpraxis). | 09240130 |
|                                         | Grundschule Friedrich Schiller mit angebauter Turnhalle | Augustusburger Straße 2 (Karte) | 1908/1909 | Repräsentativer Putzbau zwischen deutscher Neorenaissance und Reformstil, Turnhalle mit neobarocken Stilelementen, baugeschichtlich, ortsgeschichtlich und straßenbildprägend von Bedeutung. Dreigeschossig über Natursteinsockel, repräsentativer Eingangsbereich aus Hilbersdorfer (?) Porphyrtuff, Fenstergewände ebenfalls Porphyrtuff, Betonung der Fassade durch Schweifgiebel, Dachreiter. | 09240038 |
|                                         | Fabrikgebäude der ehemaligen Spinnerei J. C. Weißbach & Sohn | Augustusburger Straße 23 (Karte) | 1856 | Schlichter, funktional ausgerichteter Putzbau, industriegeschichtlich und ortsgeschichtlich von Bedeutung. Viergeschossig mit fünf zu zehn Achsen, Satteldach mit durchgehendem Dachhecht, Gartenpavillon mit Resten einer Deckenbemalung, Fabrik heute Möbelhaus. Bis 2015 Abbruch Gartenpavillon nach Hochwasser 2002 verzeichnet. | 09240040 |
|                                         | Mietshaus in geschlossener Bebauung | Augustusburger Straße 51 (Karte) | Um 1905 | Putzbau mit mittebetontem Erker, Gliederung mit Reformstilelementen, zwei Läden, baugeschichtlich von Bedeutung. Dreigeschossig, Erker mit Pagodendach über zwei Geschosse, Putznutung im Erdgeschoss, Läden nachträglich verändert. | 09240137 |
|                                         | Mietshaus in geschlossener Bebauung | Augustusburger Straße 53 (Karte) | 1906 | Mit Laden, qualitätvolle Jugendstilfassade, baugeschichtlich von Bedeutung. Originale Putzfassung, Fenster teilweise original, Laden verändert, qualitätvolle Gestaltung. | 09240139 |
| Weitere Bilder                          | Heizwerk (Einzeldenkmal der Sachgesamtheit 09240155) | Augustusburger Straße 65a (Karte) | 1900–1903 | Einzeldenkmal der Sachgesamtheit Baumwollspinnerei E. I. Clauß-Nachfolger; industriegeschichtlich und ortsgeschichtlich von Bedeutung. Teil eines bedeutenden Fabrikkomplexes, der das Stadtbild Flöhas bestimmend prägt, Fabrik hatte wesentlichen Einfluss auf die Entwicklung der Stadt Flöha. | 09244758 |
|                                         | Oberschule Plaue, ehemalige Ernst-Schneller-Schule | Augustusburger Straße 81 (Karte) | Um 1910 | Im alten Gemeindeteil Plaue, stattlicher Putzbau mit zwei Gebäudeflügeln, baugeschichtlich und ortsgeschichtlich von Bedeutung. Putz verändert, Anbauten, Fachwerkelemente. | 09240132 |
| Weitere Bilder                          | Rathaus in offener Bebauung | Augustusburger Straße 90 (Karte) | Um 1900 | Klinkerbau mit übergiebeltem Mittelrisalit und Ecktürmchen, baugeschichtlich und ortsgeschichtlich von Bedeutung. Roter Klinker, Sockelgeschoss und Gliederungselemente aus Hilbersdorfer Porphyrtuff. | 09240134 |
|                                         | Wohnhaus in offener Bebauung und Ecklage, mit Einfriedung | Augustusburger Straße 100 (Karte) | Um 1905 | Historisierender Putzbau, baugeschichtlich von Bedeutung. Fenstergewände, auch im Ladenbereich original, ebenfalls Dachgaupen original, ein Laden nachträglich. | 09240131 |
|                                         | Villa, Nebengebäude und Einfriedung | Augustusburger Straße 118 (Karte) | 1890 (Fabrikantenvilla); um 1900 (Nebengebäude)                                                                                                  | Villa repräsentativer Klinkerbau mit aufwendiger Gliederung und Veranda, Walmdach, baugeschichtlich und ortsgeschichtlich von Bedeutung. Ehemalige Willich-Villa, Besitzer der Buntpapierfabrik, guter Originalbestand, auch originale Innenausstattung, Rollornamente an Decken, Holzveranda, Erker, Holz-Kassettendecke im ehemaligen Herrenzimmer, Klinkerfassade, Nebengebäude wohl ehemaliges Waschhaus. | 09240125 |
|                                         | Postamt in offener Bebauung und Nebengebäude | Bahnhofstraße 4 (Karte) | Um 1930 | Zeittypischer Putzbau mit ausgewogener Fassade und originalen Haustüren, baugeschichtlich und ortsgeschichtlich von Bedeutung. Walmdach, Fensterläden im Obergeschoss, guter Originalzustand. | 09240175 |
| Weitere Bilder                          | Schule, Lehrwerkstatt, Turnhalle und Lehrlingswohnheim sowie Treppenanlage mit Tierplastik am westlichen Eingangsbereich (ehemals Betriebsschule der Baumwollspinnerei Flöha) | Bahnhofstraße 20 (Karte) | 1956–1957 | Heute u. a. Schullandheim, geschlossen erhaltene bauliche Anlage im Stil der 1950er Jahre, baugeschichtlich und ortsgeschichtlich von Bedeutung. Gutes Beispiel der Bauzeit, städtebaulich konzipiert, Eck- und Platzbebauung mit Freitreppe, Freigelände und Plastik, Originalzustand ohne Beeinträchtigungen erhalten. | 09240176 |
|                                         | Arbeiterwohnhaus (Einzeldenkmal der Sachgesamtheit 09240155) | Bergstraße 10 (Karte) | Um 1820 | Einzeldenkmal der Sachgesamtheit Baumwollspinnerei E. I. Clauß Nachfolger; älteres, zum Arbeiterwohnhaus umgenutztes Bauernhaus, Obergeschoss Fachwerk, baugeschichtlich und sozialgeschichtlich von Bedeutung | 09240166 |
|                                         | Friedensburg: Arbeiterwohnhausgruppe (Einzeldenkmale der Sachgesamtheit 09240155) | Bergstraße 12 (Karte) | 1906 | Einzeldenkmale der Sachgesamtheit Baumwollspinnerei E. I. Clauß Nachfolger; in Anlehnung an englische Arbeiterwohnhauszeilen im Heimatstil errichtete Putzbauten über hohem Sockelgeschoss, mit Veranden, Zierfachwerk und Giebeln, baugeschichtlich und sozialgeschichtlich von Bedeutung | 09240174 |
| Weitere Bilder                          | Sogenannter Altbau (vier Gebäude, davon ein Gebäude Selfaktorgebäude, südliche Gebäudegruppe), Ballenhaus (äußerstes nördliches Gebäude, Seeberstraße 2), Oederaner Bau (Gebäude im Fabrikhof), sogenannter Neubau mit Maschinenhaus (nördliches Gebäude, Seeberstraße 1, Wasserbau (nordöstliches Gebäude, Claußstraße 3), Hauptverwaltungsbau mit Zwirnerei, Packerei und Versand (östliche Gebäudegruppe, Claußstraße 5, 7), mobiles Kulturgut (Archivalien) sowie Seeberbrücke neben Claußstraße 1 (Einzeldenkmale der Sachgesamtheit 09240155) | Claußstraße 3, 5, 7 (Seeberstraße 1, 2) (Karte) | 1809 (Spinnerei - Altbau); 1826 (Spinnerei - Altbau); 1863 (Spinnerei „Oederaner Bau“ und Selfaktorgebäude); 1887 (Selfaktorgebäude)             | Einzeldenkmale der Sachgesamtheit Baumwollspinnerei E. I. Clauß Nachfolger; historisch gewachsene Fabrikanlage von hoher stadtgeschichtlicher, baugeschichtlicher, industriegeschichtlicher und städtebaulicher Bedeutung. Bedeutender Fabrikkomplex, der das Stadtbild Flöhas bestimmend prägt. Fabrik hatte wesentlichen Einfluss auf die Entwicklung der Stadt Flöha, älteste der Spinnereien Sachsens, die seit ihrer Gründung bis 1994 ohne Unterbrechung produzierten. Ständige Erweiterung unter Einbeziehung der ältesten Bausubstanz, dadurch Entwicklung der Industriearchitektur vom Anfang des 19. Jahrhunderts bis zum Anfang des 20. Jahrhunderts ablesbar. 1809 Gründung durch Kommerzienrat Seeber, Leiter des Chemnitzer Handelshauses Benjamin Gottlieb Pflugbeil & Co und Bau des ersten Produktionsgebäudes (Altbau), 1815 Übergabe der Fabrik an Seebers Schwager Peter Otto und Ernst Iselin Clauß, 1826 erste Erweiterung des Spinnereibetriebes durch Aufsetzen eines sechsten Stockwerkes auf das alte Gebäude und Anbau eines weiteren sechsstöckigen Gebäudes, 1828 alleinige Übernahme der Fabrik durch Ernst Iselin Clauß (bis in die 40er Jahre im Besitz der Familie Clauß), 1867 Anbau eines dreistöckigen Baus für Selfaktor-Spinnmaschinen (Selfaktorbau) und Errichtung des Oederaner Baus, 1863 Errichtung einer betriebseigenen Gasanstalt, 1867 Ersetzung der alten Holzbrücke über die Zschopau durch eine Steinbrücke (Seeberbrücke), 1887 weitere bauliche Erweiterung, 1900 Bau des Zwirnereigebäudes mit dem Kontor, 1903 Neubau einer Spulerei und einer Glasiererei, 1904 Fertigstellung des so genannten Neubaus, 1972–1996 Verrohrung des Mühlgrabens. - Sammlung: Archivakten zur Geschichte der Spinnerei, Bauarchiv der Produktionsgebäude und technischen Anlagen, Villen, Sozialgebäuden, Holzmodellsammlung, Bleiglasfenster (eingelagerte Oberlichter) und Steintafeln für treue Arbeiter - sogenannter Altbau (südliche Gebäudegruppe): bezeichnet mit 1809, 1887 - Ballenhaus (äußerstes nördliches Gebäude) - Oederaner Bau (Gebäude im Fabrikhof) - sogenannter Neubau mit Maschinenhaus (nördliches Gebäude, Claußstraße 2) - Wasserbau (nordöstliches Gebäude, Claußstraße 3) - Hauptverwaltungsbau mit Zwirnerei, Packerei und Versand (östliche Gebäudegruppe, Claußstraße 5, 7) - Ehemalige Gärtnerei (Zur Baumwolle 20): als Sengenhaus bezeichnet, kleines Gebäude mit Mansarddach - Ehemaliges Pförtnerhaus (Zur Baumwolle 18): neben der Försterbrücke, schlichter Klinkerbau mit Zierfachwerk - Gartenhaus (Zur Baumwolle 26): am Hintereingang der Baumwollspinnerei gelegen - Seeberbrücke (Fußgängerbrücke über die Zschopau) | 09240135 |
|                                         | Mietshaus mit Einfriedung | Dammstraße 6 (Karte) | Um 1905 | Putzbau mit Zierfachwerk im Giebel, baugeschichtlich von Bedeutung. Klinkermischbauweise, grünglasierte Steine als Ornament, Fachwerkzwerchgiebel mit Schwebegiebel, Dachaufbauten original. | 09240136 |
|                                         | Mietshaus in halboffener Bebauung und Ecklage | Dammstraße 12 (Karte) | Um 1905 | Mit Laden, Putzbau mit Reformstilelementen, baugeschichtlich von Bedeutung. Dreigeschossig, Gliederung der Fassade durch Putznutung im Erdgeschoss, Putzspiegel unter Fenstern, zwei Zwerchhäuser, Ladenzone verändert, wichtig im Zusammenhang mit den nebenstehenden Gebäuden, Ensemblewirkung. | 09240138 |
|                                         | Wohnhaus in offener Bebauung | Dresdner Straße 1 (Karte) | Um 1890 | Baugeschichtlich von Bedeutung. Putzfassade, flacher Mittelrisalit, wichtig für Straßenbild. | 09240033 |
| Weitere Bilder                          | Förderschule A. S. Makarenko | Dresdner Straße 2 (Karte) | 1889–1901 | Lang gestreckter, zweigeschossiger Putzbau über hohem Sockelgeschoss mit Mittelrisalit und übergiebelten Seitenrisaliten, Gurt- und Traufgesims sowie Fenstergewände in Naturstein (Porphyrtuff), baugeschichtlich und ortsgeschichtlich von Bedeutung. Bildet einen Komplex mit Schillerschule in der Augustusburger Straße, in den Giebel bezeichnet mit 1889 und 1901. | 09240039 |
| Weitere Bilder                          | Südliches Pfarrhaus und westliches Seitengebäude eines Pfarrhofes (heute Superintendentur) | Dresdner Straße 4 (Karte) | Ca. 1599 (Dendro) | Bildprägendes Fachwerkensemble, baugeschichtlich, hausgeschichtlich und ortsgeschichtlich von Bedeutung, aufgrund des hohen Alters Seltenheitswert. Fachwerk-Obergeschoss, wichtig für Ortsbild, originale Tür- und Fenstergewände. | 09240037 |
|                                         | Ehemalige Schule | Dresdner Straße 6 (Karte) | 1. Hälfte 19. Jahrhundert | Ohne Anbau, heute Diakonisches Werk und Wohnhaus, schlichter Putzbau mit Porphyrtuffgewänden und Krüppelwalmdach, baugeschichtlich und ortsgeschichtlich von Bedeutung. Massiver Bau, guter Originalbestand, originale Haustür, zwei Türportale an Traufseite mit Inschrift „Schule“, Korbbögen über Fenster im Inneren. | 09240054 |
| Weitere Bilder                          | Evangelische Stadtkirche St. Georg und Alter Kirchhof (Sachgesamtheit) | Dresdner Straße 8 (Karte) | Ende 15. Jahrhundert | Sachgesamtheit Evangelische Stadtkirche St. Georg und Alter Kirchhof, mit folgenden Einzeldenkmalen: Kirche (mit Innenausstattung), Gemeindehaus, Denkmale für die Gefallenen des Deutsch-Französischen Krieges und des Ersten Weltkrieges, zwei Grabmale sowie Einfriedungsmauer mit nördlichem Tor und daneben befindlichem Leichenhäuschen (siehe 09240210) sowie zwei Linden als Torbäume (Gartendenkmale) und Kirchhof als Sachgesamtheitsteil; baugeschichtlich, stadtgeschichtlich und künstlerisch von Bedeutung, orts- und landschaftsbildprägend, Grabmale von stadtgeschichtlicher und personengeschichtlicher Bedeutung. Baumpaar aus zwei Linden (Tilia spec.) als Torbäume am nördlichen Zugangstor. | 09240036 |
| Weitere Bilder                          | Kirche (mit Innenausstattung), Gemeindehaus, Denkmale für die Gefallenen des Deutsch-Französischen Krieges und des Ersten Weltkrieges, zwei Grabmale sowie Einfriedungsmauer mit nördlichem Tor und daneben befindlichem Leichenhäuschen (Einzeldenkmale der Sachgesamtheit 09240036) | Dresdner Straße 8 (Karte) | Ende 15. Jahrhundert (Kirche); um 1500 (Schnitzaltar); um 1595 (Taufstein); 1676 (Kanzel); 1828 (Grabmal Pastor Magister Merkel)                 | Einzeldenkmale der Sachgesamtheit Evangelische Stadtkirche St. Georg und Alter Kirchhof; im Kern vermutlich romanische Saalkirche, verputzter Bruchsteinbau mit eingezogenem dreiseitig geschlossenem Chor, Dachreiter, baugeschichtlich, stadtgeschichtlich und künstlerisch von Bedeutung, Grabmale von stadtgeschichtlicher und personengeschichtlicher Bedeutung. - Kirche: Schiff 1741 umgebaut, restauriert 1880 - Ausstattung: Schnitzaltar (um 1500), Kanzel (1676) und Taufstein (um 1595) - Gemeindesaal: zeittypischer Putzbau mit Ausstattung aus der Erbauungszeit u. a. Wandbild im Inneren an der Stirnseite des Gebäudes - Grabmale: - Grabtafel für Gottlob Ferdinand Heymann (ehemals Spinnereibesitzer von Gückelsberg, verstorben 1846) - Grabtafel für Magister Fr. Gottlieb Merkel, Flöhaer Pastor (1762–1828) | 09240210 |
| Direkt Bild zu diesem Denkmal hochladen | Friedhof der Kirchgemeinde Flöha-Georgen (Sachgesamtheit) | Dresdner Straße 23 (Karte) | Um 1900 | Sachgesamtheit Friedhof Flöha-Georgen mit folgenden Einzeldenkmalen: vier Grabanlagen, drei Grabmale und Einfriedung mit Tor an der Dresdner Straße (siehe 09240035) sowie Friedhofsgestaltung; originelle Eingangsgestaltung an der Dresdner Straße, monumentale Grabmale im Stil ihrer Zeit sowie Gräber für Opfer des Luftangriffs auf Flöha vom Februar 1945, ortsgeschichtlich von Bedeutung. Einfriedung: schmiedeeiserner Ziergitterzaun im Süden zur Dresdner Straße mit ebenfalls schmiedeeisernem Zufahrtstor, Zufahrt mit zwei symmetrisch zum Tor angelegten Rampen von der Dresdner Straße, begleitet von einer Baumreihe aus geschnittenen Linden, mittlerer Baum gegenüber dem Tor nicht geschnitten (Landmarke), Hauptweg vom Tor nach Nordosten, weiterer Hauptweg vom Nebeneingang an der Südöstseite des Friedhofs nach Nordwesten verlaufend, zwei Linden-Alleen entlang der beiden Hauptwege, außerdem Linden-Reihe entlang des nördlichen Abschnitts der Nordwest-Grenze des Friedhofs. | 09305219 |
| Direkt Bild zu diesem Denkmal hochladen | Vier Grabanlagen, drei Grabmale und Einfriedung mit Tor an der Dresdner Straße (siehe auch Sachgesamtheit 09305219) | Dresdner Straße 23 (Karte) | Um 1900 (Grabanlage); 1945 (Grabmal Zweiter Weltkrieg)                                                                                           | Einzeldenkmale der Sachgesamtheit Friedhof Flöha-Georgen; monumentale Grabmale im Stil ihrer Zeit sowie Gräber für Opfer des Luftangriffs auf Flöha vom Februar 1945, ortsgeschichtlich von Bedeutung. - Grabanlagen: - Grabanlage der Familie Heinrich von Einsidel (1852–1921): monumentaler Aufbau, Mittelteil mit schwerem Gebälk, dass von je zwei kurzen gedrungen Doppelsäulen getragen wird, steinerne Einfriedung - Grabanlage der Familie Franz Reinhold Weber (1840–1920): Mittelteil flankiert von je zwei kannelierten Säulen, darüber Gebälk mit Zahnschnitt, davor stehende steinerne Vase mit Akanthusblättern, steinerne Einfriedung - Erbbegräbnis Familie Sander, um 1900: Steinkreuz mit davor stehender segnender Christusfigur (Galvanoplastik) - Erbbegräbnis Familie Schicketanz, um 1910: tempelartiger Aufbau, vier Pfeiler mit Kapitell, darüber halbkugelförmige Bedachung, steinerne Einfriedung - Grabmale: drei Gräber für Opfer des Luftangriffs vom 14. Februar 1945 - Bauliche Anlagen: schmiedeeiserner Zaun mit Tor entlang der Dresdner Straße (Friedhofseinfriedung am Haupteingang zum Friedhof) | 09240035 |
|                                         | Ehemaliges Mühlenanwesen mit westlicher Gebäudegruppe, bestehend aus nördlichem Wohn- und Wirtschaftsgebäude und südlich anschließenden Arbeiterwohnhäusern (Nr. 11, 13), östliche Gebäudegruppe mit nördlichem Mühlengebäude, rückwärtig angrenzendem Turbinenhaus sowie südlichem ehemaligen Arbeiterwohnhaus (Nr. 15) | Erdmannsdorfer Straße 11, 13, 15 (Karte) | Um 1800 (südwestliches Gebäude); um 1830 (Mühle); 2. Hälfte 19. Jahrhundert (Arbeiterwohnhaus und Wohngebäude); um 1925/1930 (Turbinenhaus)      | Von der Baumwollspinnerei Clauß aufgekaufte alte Mühle und zu Werkswohnungen umgenutzt, mehrfach überformte und ihrer Nutzung angepasste Gebäudegruppe mit baugeschichtlicher, ortsgeschichtlicher und technikgeschichtlicher Bedeutung. Teilweise Fachwerk-Konstruktionen, verschiedene Bauphasen, stark überbauter Komplex mit zahlreichen auch beeinträchtigenden Bauveränderungen, in geschichtlichem Zusammenhang zur Baumwollspinnerei wichtig, wurde von dieser 1879 gekauft, ein Haus von 1814 mit originalem Portal, originalen Fenstern und Türen, 2. Bau aus 2. Hälfte des 19. Jahrhunderts. | 09240169 |
|                                         | Stauklappenwehr und Wärterhaus | Erdmannsdorfer Straße 17 (Karte) | Um 1880 | Dreiteiliges Klappenwehr mit einem Bediensteg von einem Ufer zum anderen, technikgeschichtlich von Bedeutung, Seltenheitswert, Zusammenhang zur Baumwollspinnerei. - Wehrwarte (Erdmannsdorfer Straße 17): zweigeschossiger Putzbau über Natursteinsockel, Mansarddach, an der Südseite im Erker Inschrift „WEHR-WARTE.“ - Technische Daten der Wehranlage in der Wehrstraße: - Wehrklappenzahl: drei Stück - lichte Weite zwischen den Pfeilern 12,40 m, lichte Breite Grundablass 2,50 m - Breite der Trennpfeiler 0,80 m - Breite über alles 43,80 m - Drehwinkel der Klappen 60° Planung/Konstruktion/Lieferung: Fa. Stauwerke A.-G. Zürich; Bauleitung: Baurat Prof. R. Toepel, Leipzig/Connewitz; Bauausführung: Firma Rudi Wolle, Leipzig; Antriebselemente: Hebezugfabrik A. Pippig u. Co., Leipzig. | 09240170 |
| Weitere Bilder                          | Baumwollspinnerei Gückelsberg (Sachgesamtheit) | Fabrikweg 2, 4 (Karte) | 1829 (Textilfabrik); 1847 (Textilfabrik); 1925/26 (Textilfabrik)                                                                                 | Sachgesamtheit Baumwollspinnerei Gückelsberg, ehemals Heymann mit folgenden Einzeldenkmalen: drei Spinnereigebäude, Kessel- und Maschinenhaus mit Schornstein, nördlich anschließender Verbindungsbau, Mühlgraben, Turbinenhaus, Kontorgebäude, Schlosserei, (Kutscher-)Wohnhaus, 2 Wolllager, Scheune, Arbeiterwohnhaus (Fabrikweg 2), Straßenpflaster sowie Villa und Villengarten mit Einfriedungsmauer entlang des Gartens und des Mühlgrabens (siehe 09304751); drei nebeneinander errichtete Spinnereigebäude der Pionierzeit in Ziegelbauweise (um 1830 und um 1847) sowie der 1920er Jahre in Stahlbetonbauweise mit erhaltenen Nebengebäuden und Fabrikantenvilla, baugeschichtlich bedeutend, seltene, weitestgehend authentisch erhaltene Baumwollspinnerei des Flöhatals mit Produktions- und Sozialbauten, durchgängige Produktion zwischen 1830 und 1990, industriegeschichtlich und ortsgeschichtlich bedeutend. Der Villengarten hatte ursprünglich eine größere Ausdehnung nach Westen als heute, Bruchsteinmauer entlang der Flöha, teilweise als Damm ausgebildet, gleichzeitig als Einfriedungsmauer und Hochwasserschutz fungierend, wertvoller Altgehölzbestand aus u. a. Blut-Buche (Fagus sylvatica f. purpurea), Hänge-Buche (Fagus sylvatica f. pendula), Stiel-Eiche (Quercus robur), Spitz-Ahorn (Acer platanoides), Berg-Ahorn (Acer Pseudoplatanus), Kanadische Hemlockstanne (Tsuga canadensis), Weymouths-Kiefer (Pinus strobus), außerhalb des heutigen Villengartens befinden sich noch eine Hänge-Esche (Fraxinus excelsior 'Pendula'), eine Schwarz-Kiefer (Pinus nigra) und ein kapitaler Tulpenbaum (Liriodendron tulipifera), nach Süden hin Blick über die Flöha in die Landschaft. | 09304751 |
| Weitere Bilder                          | Drei Spinnereigebäude, Kessel- und Maschinenhaus mit Schornstein, nördlich anschließender Verbindungsbau, Mühlgraben, Turbinenhaus, Kontorgebäude, Schlosserei, (Kutscher-)Wohnhaus, Wolllager, Scheune, Arbeiterwohnhaus (Fabrikweg 2), Bergkeller am Hang, Straßenpflaster sowie Villa und Villengarten mit Einfriedungsmauer entlang des Gartens und des Mühlgrabens (Einzeldenkmale der Sachgesamtheit 09304751) | Fabrikweg 2, 4 (Karte) | 1829 (Fabrikgebäude); 1830 (Kontorhaus); 1847 (Fabrikgebäude sowie Kessel- und Maschinenhaus); 1925–1926 (Fabrikgebäude)                         | Einzeldenkmale der Sachgesamtheit Baumwollspinnerei Gückelsberg, ehemals Heymann; baugeschichtlich, industriegeschichtlich und ortsgeschichtlich bedeutsame Anlage. Baumwolllager, Scheune, Spinnereineubau, Sprinklerhaus, Turbinenhaus, Transformatorenhaus, zwei Spinnereialtbauten, Zwischenbau, Kesselhaus, Maschinenhaus, Schornstein, Packerei, Kontorgebäude, Schlosserei, Kutscherhaus, Stall, Feuerwehrgebäude, Villa erbaut von Maurermeister Otto Liebig, 1884 um zwei Stockwerke aufgestockt durch Baumeister L. Mehner aus Chemnitz. - Büro- und Kontorgebäude: zweigeschossiger Putzbau mit guter Innenausstattung, äußerlich Veränderungen - Werkstattgebäude: zweigeschossiger Putzbau, Ziegelmauerwerk, Porphyrtuffgewände - Wohnhaus: zweigeschossig, quadratischer Grundriss, Ziegelmauerwerk verputzt, Porphyrtuffgewände - Wagenschuppen: Bruchstein und Ziegelmauerwerk verputzt, Porphyrtuffgewände, Satteldach, Straßenpflasterung des Fabrikweges erhalten im Bereich von der Staatsstraße bis zum Fabrikkomplex - Wohnhaus (Schlussstein bezeichnet mit 1792): zweigeschossig, Satteldach, Obergeschoss Fachwerk verputzt, Giebel verschiefert, 1861 von Spinnerei Gückelsberg erworben, später Arbeiterwohnhaus - Arbeiterwohnhaus: als Mietskaserne erbaut, Eingang an Giebelseite, Mittelgang von dem Räume abgehen, zweigeschossig, Satteldach - Spritzenhaus: eingeschossiger Putzbau, flachgeneigtes Satteldach, Giebelseite Holztor mit Außenbeschlag, Segmentbogenfenster mit Gewänden - Bergkeller: An Brückenzufahrt, eingeschossig in Berg hineingebautes Kellerhaus, gehörte zum Fabrikkomplex der ehemaligen Spinnerei Gückelsberg, gegenüber Fabrikweg 4 - Bergkeller am Hang: Öffnung gemauert, Gewölbekeller, circa 5 m tief in den Hang gegraben, offen | 09240213 |
| Direkt Bild zu diesem Denkmal hochladen | Waldfriedhof Flöha-Plaue (Sachgesamtheit) | Friedhofstraße 1 (Karte) | 1908 | Sachgesamtheit Waldfriedhof Flöha-Plaue mit folgenden Einzeldenkmalen: Friedhofskapelle, Glocke (ursprünglich in Kapelle), Denkmal für die Gefallenen des Ersten Weltkrieges, zwei Grabmale, eine Grabanlage und Friedhofseinfriedung (siehe 09247722) sowie Friedhofsgestaltung (Gartendenkmal); baugeschichtlich, ortsgeschichtlich und landschaftsgestaltend von Bedeutung. Die Friedhofsgestaltung beschränkt sich auf die südliche Hälfte des Friedhofsgeländes in dem sich auch die Kapelle befindet, im Norden befindet sich der Wirtschaftsbereich, der Friedhof besitzt keinen typische Waldfriedhofscharakter, sondern ist durch seine regelmäßige Gestaltung mit Alleen und Baumreihen aus überwiegend Nadelgehölzen geprägt. - Bauliche Schutzgüter: - Gebäude: Friedhofskapelle an der Nordgrenze des Friedhofs - Einfriedung: an der Friedhofstraße im Eingangsbereich nahe der Friedhofskapelle Einfriedungsmauer aus verputztem Ziegelmauerwerk mit Sandsteinsockel - Erschließung: drei Zufahrtstore mit zweiflügeligen Ziergittertoren an der Friedhofstraße, je östlich und westlich der Kapelle sowie gegenüber dem Haupteingang, orthogonales Wegesystem mit Ausnahme der beiden von der Friedhofstraße kommenden Zufahrtswege, die sich südlich der Kapelle in einem Bogen treffen - Denkmal für die Gefallenen des Ersten Weltkrieges am östlichen Zufahrtsweg - Wege mit wassergebundener Decke und Gerinne aus Lesesteinen, Zufahrtswege mit Granitpflaster, Fläche südlich der Kapelle mit großformatigen Steinplatten belegt - Glocke: gegenüber Kapelle „Maria Magdalena Clauss/1908/Franz Schilling in Apolda/Goss mich“ - Steinkreuz: neben Glocke, großes Natursteinkreuz, Inschrift „26.XII.1864–5.VI.1909“, „Dem Begründer unserer/ersten Leichenhalle/Herrn Ernst Iselin Clauss“ - denkmalwerte Grabmale: zwei Grabmale und eine Grabanlage - Vegetation: Alleen bzw. Baumreihen aus vorwiegend Nadelgehölzen entlang der orthogonal verlaufenden Wege, entlang der nördlichen Friedhofsgrenze zur Friedhofstraße Baumreihe aus Lärchen (Larix decidua), entlang des nördlichen Längsweges Reihe aus Lebensbäumen (Thuja occidentalis), am mittleren Längsweg Allee aus Eschen (Fraxinus excelsior), Lebensbaum (Thuja occidentalis) und Scheinzypresse (Chamaecyparis spec.), entlang des südlichen Längsweges im Bereich der Kapelle Reihe aus Scheinzypressen (Chamaecyparis spec.), am westlich der Kapelle liegenden ersten Querweg Allee aus Lebensbaum (Thuja occidentalis), am zweiten Querweg Allee aus Colorado-Tanne (Abies concolor) | 09305160 |
| Direkt Bild zu diesem Denkmal hochladen | Friedhofskapelle, Glocke (ursprünglich in Kapelle), Denkmal für die Gefallenen des Ersten Weltkrieges, zwei Grabmale, eine Grabanlage und Friedhofseinfriedung (Einzeldenkmale der Sachgesamtheit 09305160) | Friedhofstraße 1 (Karte) | 1908 (Glocke); 1909 (Friedhofskapelle, Steinkreuz als Grabmal für Ernst Iselin Clauss und Erbbegräbnis Familie Clauss); nach 1909 (Grabmal Bode) | Einzeldenkmale der Sachgesamtheit Waldfriedhof Flöha-Plaue; baugeschichtlich und ortsgeschichtlich von Bedeutung. - Kapelle: Mittelteil auf quadratischem Grundriss und Seitenflügel, Mittelteil in repräsentativer Gestaltung mit Eingang, dieses flankiert von kannelierten Pilastern, die die Segmentbogenverdachung stützen, oberhalb des Segmentbogens Relief mit zwei Engeln mit Lorbeerkranz sowie Kreuz, die seitlichen Anbauten baulich verändert, Inschrift Kapelle: „Gestiftet zum 100jährigen Geschäftsjubiläum der Firmen E. I. Clauss Nachf., Plaue von ihrem derzeitigen Inhabern Frau Marie Magdalene verw. Clauss und Herrn Ernst Stefan Clauss Juni 1909“ - Einfriedungsmauer entlang der Friedhofsstraße - Glocke: gegenüber Kapelle „Maria Magdalena Clauss/1908/Franz Schilling in Apolda/Goss mich“ - Steinkreuz neben Glocke: großes Natursteinkreuz von Efeu bewachsen, Inschrift „26.XII.1864–5.VI.1909“, „Dem Begründer unserer/ersten Leichenhalle/Herrn Ernst Iselin Clauss“ - Kriegerdenkmal: errichtet für Gefallene des Ersten Weltkrieges, nachträgliche Widmung auch für Gefallene des Zweiten Weltkrieges, Stele, bekrönt von Adler, Inschrift „Plaue – Bernsdorfs Heldensöhnen geweiht“, Tafel für Gefallene des Zweiten Weltkrieges - Erbbegräbnis Familie Clauß: Grabwand bewachsen von Efeu, bekrönt von steinernem Kreuz - zwei Grabplatten für Maria Magdalene Clauss und Ernst Stephan Clauss - Grabmal Bode: Granitplatte mit Kreuz, davor Galvanoplastik Trauernde (Mariendarstellung) | 09247722 |
|                                         | Turnhalle mit Gedenktafel (Relief für die Opfer des Faschismus) | Friedrich-Ludwig-Jahn-Straße 8 (Karte) | 1928 (Turnhalle); nach 1945 (VdN/OdF) | Als Ort einer frühen Haftstätte (Konzentrationslager) der NS-Zeit geschichtlich von Bedeutung. Errichtet von Arbeitersportlern, ab 1933 Haftlager, Geschichtsdenkmal. | 09240172 |
| Direkt Bild zu diesem Denkmal hochladen | Villa von Einsidel mit Garten und Zufahrtsallee | Hausdorfer Straße 9 (Karte) | 1904, später überformt | Putzbau mit polygonalem Eckturm, baugeschichtlich von Bedeutung. Ehemaliges Rittergut mit Bedienstetenwohnhaus, Besitzer von Einsidel war ehemaliger Lehngerichtsbesitzer. - Villa: zweigeschossiger Putzbau mit polygonalem Eckturm, Bleiglasfenster, guter Originalbestand, Marmor, Stuckornament, älterer Baukörper, an den Villa angefügt wurde - Garten (Nebenanlage): große Obstbaumwiese und Terrassierung südlich der Villa, im Osten Zufahrtsallee aus Linden (Tilia spec.) und Berg-Ahorn (Acer pseudoplatanus) Bedienstetenwohnhaus aus der 2. Hälfte des 19. Jahrhunderts wurde 2000 abgerissen. | 09240032 |
|                                         | Denkmal für die Opfer des Faschismus | Heinrich-Heine-Straße 5 (Karte) | Nach 1945 | Gedenktafel mit Reliefplastik im Eingangsbereich der Texturseidenwerke, zur Erinnerung an getötete ausländische Kriegsgefangene im Zweiten Weltkrieg, umgearbeitetes und umgewidmetes ehemaliges Kriegerdenkmal für die Gefallenen des Ersten Weltkrieges (ehemaliger Stahlhelm zur Kette umgearbeitet) | 09240133 |
| Direkt Bild zu diesem Denkmal hochladen | Wohnhaus mit Einfriedung | Heinrich-Heine-Straße 14 (Karte) | Um 1900 | Zeittypischer Putzbau mit sparsamer Klinkergliederung und Zierfachwerk in den Giebeln, baugeschichtlich von Bedeutung. Guter Originalbestand, Fachwerkdrempel und -zwerchgiebel, Schwebegiebel. | 09240127 |
|                                         | Denkmal für die Verfolgten des Naziregimes | Lessingstraße (Karte) | Um 1970 | Sandsteinstele mit Darstellung eines Fahnenträgers (Halbrelief), repräsentatives Denkmal von künstlerischer und ortsgeschichtlicher Bedeutung. Halbrelief leicht überlebensgroß, darunter Inschrift „Zu Tode geführt und siehe wir leben“ sowie Symbol VDN. | 09303323 |
|                                         | Mietshaus in Ecklage und in halboffener Bebauung | Lessingstraße 6 (Karte) | 1909 | Städtebaulich markantes Eckgebäude mit Laden, Fassade in Klinkermischbauweise mit Zierfachwerk, ehemals mit ortsbekanntem Kolonialwarenladen, von baugeschichtlichem und ortsgeschichtlichem Wert. Ehemals mit Colonialwarenladen im Erdgeschoss, 1909 im Auftrag des Bauherrn Meier erbaut. Zweigeschossig, Sockel Naturstein, Fassade in Klinkermischbauweise, Zierfachwerk im Dachbereich. Hausecke polygonal ausgebildet, dort im Erdgeschoss ursprünglich Zugang zum Colonialwarenladen. Die originale Ladenausstattung blieb leider nicht erhalten. Für das Erscheinungsbild des Hauses waren die einst sprossengeteilten Fenster bedeutsam. Wichtig für das Erscheinungsbild des Hauses ist auch der zweigeschossige Eckerker über polygonaler Grundfläche, welcher vom Ersten Obergeschoss in das Dachgeschoss hineinreicht. Abgeschlossen wird das Haus durch ein Satteldach, der Erker durch eine Welsche Haube. Das Haus prägt durch seine qualitätvolle Gestaltung und dominante Lage das Bild des Straßenzuges. Durch seinen guten Originalzustand dokumentiert das Haus eindrucksvoll städtisches Bauen um 1900, welches u. a. durch Jugendstil und „Schweizer Stil“ beeinflusst wurde. Der langjährige Colonialwarenladen war offensichtlich in Flöha sehr bekannt. Der Denkmalwert ergibt sich, aus dem vorhergehenden abgeleitet, aus dem stadtgeschichtlichen, baugeschichtlichen und städtebaulichen Wert des Hauses. | 09304248 |
|                                         | Villa mit Garten und Einfriedung | Pufendorfstraße 8 (Karte) | 1909 | Zeittypischer, weitgehend original erhaltener Putzbau im Schweizer Stil, von baugeschichtlichem Wert. Zweigeschossig über annähernd rechteckigem Grundriss, unterschiedliche Fensterformate mit gesprossten Oberlichtern mit schmalen Putzfaschen, fast alle Fenster original, halbrunder Eckerker, Wintergärten – teilweise mit Buntglasscheiben und Sprossung, Giebeldreiecke mit Zierfachwerk, hohes Mansarddach mit Biberschwanzdoppeldeckung, Einfriedung: steinerne Zaunspfeiler – vermutlich original, Zaunfelder Holz – nicht original, Garten mit Resten der ursprünglichen Bepflanzung, hier vor allem die Nadelgehölze (Lärchen und Kiefern) sowie die kapitale Roteiche und die Ziersträucher, im Bodenrelief die alte Wegeführung (Rondell) noch sehr gut ablesbar. | 09303324 |
|                                         | Ehemaliges Wohnstallhaus eines Dreiseithofes | Rudolf-Breitscheid-Straße 1 (Karte) | Um 1800 | Eines der letzten Bauernhäuser im Stadtgebiet von Flöha und somit wichtiges Zeugnis der Ortsgeschichte. Stattliches Fachwerkgebäude, vermutlich um 1800 erbaut, später zum Wohnhaus umgebaut. Der letzte Bauer des Gutes, zu dem das Wohnstallhaus gehörte, war der Wilhelm Naumann. Vor 2012 saniert. Zweigeschossig mit massivem, vermutlich massiv unterfahrenem Erdgeschoss und Fachwerkobergeschoss. Dieses zweirieglig mit zahlreichen gezapften Streben. Ein Giebel massiv. Abschluss durch Krüppelwalmdach mit nachträglich aufgesetztem Hecht. Als typisches, authentisch erhaltenes Bauernhaus baugeschichtlich und sozialgeschichtlich bedeutsam. Als eines der letzten erhaltenen Bauernhäuser von Flöha erlangt das Gebäude auch stadtentwicklungsgeschichtliche Bedeutung. | 09240042 |
|                                         | Wohnhaus in geschlossener Bebauung | Rudolf-Breitscheid-Straße 35 (Karte) | Um 1905 | Historisierender Putzbau mit Jugendstilelementen, baugeschichtlich von Bedeutung. Fachwerkzwerchgiebel, Holzbalkone, Fachwerkdrempel, Betonfenstergewände, verziert, Schwebegiebel, Sockel Werkstein. | 09240043 |
| Direkt Bild zu diesem Denkmal hochladen | Ehemalige Erich-Weinert-Schule | Schillerstraße 24 (Karte) | 1927 | Heute Berufsschule und Altenpflegeschule, repräsentativer, sachlich gestalteter Putzbau von baugeschichtlichem und ortsgeschichtlichem Wert. Sachlicher Zweckbau, Putzfassade mit Klinker, Eingang überdacht, Vordach ruht auf Klinkerpfeilern, Freitreppe, Lochfassade mit regelmäßig angeordneten Rechteckfenstern (gesprosste Kastenfenster), Klinker zumeist geflammt. | 09240177 |
| Direkt Bild zu diesem Denkmal hochladen | Häuslerhaus | Schweddey 9 (Karte) | 2. Hälfte 18. Jahrhundert | Obergeschoss Fachwerk verkleidet, baugeschichtlich von Bedeutung. Satteldach, Erdgeschoss massiv, originale Tür- und Fenstergewände. | 09240060 |
| Direkt Bild zu diesem Denkmal hochladen | Häuslerhaus | Schweddey 13 (Karte) | 2. Hälfte 18. Jahrhundert | Obergeschoss Fachwerk verkleidet, baugeschichtlich von Bedeutung. Krüppelwalmdach, gezapfte Streben, Erdgeschoss massiv, Tür- und Fenstergewände im Erdgeschoss erhalten, beide Giebel verbrettert. | 09240059 |
| Weitere Bilder                          | Sogenannter Altbau (vier Gebäude, davon ein Gebäude Selfaktorgebäude, südliche Gebäudegruppe), Ballenhaus (äußerstes nördliches Gebäude, Seeberstraße 2), Oederaner Bau (Gebäude im Fabrikhof), sogenannter Neubau mit Maschinenhaus (nördliches Gebäude, Seeberstraße 1, Wasserbau (nordöstliches Gebäude, Claußstraße 3), Hauptverwaltungsbau mit Zwirnerei, Packerei und Versand (östliche Gebäudegruppe, Claußstraße 5, 7), mobiles Kulturgut (Archivalien) sowie Seeberbrücke neben Claußstraße 1 (Einzeldenkmale der Sachgesamtheit 09240155) | Seeberstraße 1, 2 (Claußstraße 3, 5, 7) (Karte) | 1809 (Spinnerei - Altbau); 1826 (Spinnerei - Altbau); 1863 (Spinnerei „Oederaner Bau“ und Selfaktorgebäude); 1887 (Selfaktorgebäude)             | Einzeldenkmale der Sachgesamtheit Baumwollspinnerei E. I. Clauß Nachfolger; historisch gewachsene Fabrikanlage von hoher stadtgeschichtlicher, baugeschichtlicher, industriegeschichtlicher und städtebaulicher Bedeutung. Bedeutender Fabrikkomplex, der das Stadtbild Flöhas bestimmend prägt. Fabrik hatte wesentlichen Einfluss auf die Entwicklung der Stadt Flöha, älteste der Spinnereien Sachsens, die seit ihrer Gründung bis 1994 ohne Unterbrechung produzierten. Ständige Erweiterung unter Einbeziehung der ältesten Bausubstanz, dadurch Entwicklung der Industriearchitektur vom Anfang des 19. Jahrhunderts bis zum Anfang des 20. Jahrhunderts ablesbar. 1809 Gründung durch Kommerzienrat Seeber, Leiter des Chemnitzer Handelshauses Benjamin Gottlieb Pflugbeil & Co und Bau des ersten Produktionsgebäudes (Altbau), 1815 Übergabe der Fabrik an Seebers Schwager Peter Otto und Ernst Iselin Clauß, 1826 erste Erweiterung des Spinnereibetriebes durch Aufsetzen eines sechsten Stockwerkes auf das alte Gebäude und Anbau eines weiteren sechsstöckigen Gebäudes, 1828 alleinige Übernahme der Fabrik durch Ernst Iselin Clauß (bis in die 40er Jahre im Besitz der Familie Clauß), 1867 Anbau eines dreistöckigen Baus für Selfaktor-Spinnmaschinen (Selfaktorbau) und Errichtung des Oederaner Baus, 1863 Errichtung einer betriebseigenen Gasanstalt, 1867 Ersetzung der alten Holzbrücke über die Zschopau durch eine Steinbrücke (Seeberbrücke), 1887 weitere bauliche Erweiterung, 1900 Bau des Zwirnereigebäudes mit dem Kontor, 1903 Neubau einer Spulerei und einer Glasiererei, 1904 Fertigstellung des so genannten Neubaus, 1972–1996 Verrohrung des Mühlgrabens. - Sammlung: Archivakten zur Geschichte der Spinnerei, Bauarchiv der Produktionsgebäude und technischen Anlagen, Villen, Sozialgebäuden, Holzmodellsammlung, Bleiglasfenster (eingelagerte Oberlichter) und Steintafeln für treue Arbeiter - sogenannter Altbau (südliche Gebäudegruppe): bezeichnet mit 1809, 1887 - Ballenhaus (äußerstes nördliches Gebäude) - Oederaner Bau (Gebäude im Fabrikhof) - sogenannter Neubau mit Maschinenhaus (nördliches Gebäude, Claußstraße 2) - Wasserbau (nordöstliches Gebäude, Claußstraße 3) - Hauptverwaltungsbau mit Zwirnerei, Packerei und Versand (östliche Gebäudegruppe, Claußstraße 5, 7) - Ehemalige Gärtnerei (Zur Baumwolle 20): als Sengenhaus bezeichnet, kleines Gebäude mit Mansarddach - Ehemaliges Pförtnerhaus (Zur Baumwolle 18): neben der Försterbrücke, schlichter Klinkerbau mit Zierfachwerk - Gartenhaus (Zur Baumwolle 26): am Hintereingang der Baumwollspinnerei gelegen - Seeberbrücke (Fußgängerbrücke über die Zschopau) | 09240135 |
| Direkt Bild zu diesem Denkmal hochladen | Ehemaliger Kindergarten | Straße des Friedens 16 (Karte) | Um 1960 | Zeittypischer Putzbau mit mittigem und aufwändig gestaltetem Eingangsbereich, baugeschichtlich und sozialgeschichtlich von Bedeutung, Originalbestand bis ins Detail erhalten | 09240126 |
|                                         | Waldsiedlung, ehemalige Gendarmensiedlung (Sachgesamtheit) | Waldsiedlung 1, 2, 3, 4, 5, 6, 7, 8, 9, 10, 11, 12 (Karte) | Um 1920 | Sachgesamtheit Waldsiedlung (ehemalige Gendarmensiedlung), bestehend aus zwölf Mehrfamilienhäusern, einem Nebengebäude und den umgebenden Gärten (alles Sachgesamtheitsteile); gut erhaltene Beamtensiedlung von städtebaulichem, baugeschichtlichem und stadtgeschichtlichem Wert. Jedes Gebäude zweigeschossig mit verbrettertem Obergeschoss, Mittelrisalit, Erdgeschoss Putz, Türen und Fenster original, Walmdächer in Schiefer mit Dachhäuschen an den Giebelseiten, Wohnhäuser mit jeweils vier Wohnungen, um 1930 als Gendarmeriesiedlung erbaut, einheitlich gestaltete Mehrfamilienwohnhäuser. | 09240156 |
| Direkt Bild zu diesem Denkmal hochladen | Villa Waldeck, Bedienstetenwohnhaus und Villengarten | Waldstraße 1 (Karte) | 1894 | Ehemaliges Gästehaus der Baumwollspinnerei Clauß, baugeschichtlich und ortsgeschichtlich von Bedeutung. - Villa: zweigeschossiger Putzbau über Sockelgeschoss (siehe), unregelmäßiger Grundriss, gerade Fensterbedachungen im Erdgeschoss, Standerker, spätere Veranda, schmales Gurtgesims, an den Giebeln Putzgliederung, Zusammenhang zur Baumwollspinnerei Clauß - Villengarten: - Einfriedung: im Norden zur Waldstraße Reste eines Holzlattenzaunes - Erschließung: Zugang von Norden von der Waldstraße, vor der Villa bogenförmige Zufahrt, im hausnahen Bereich regelmäßiges Wegesystem mit wassergebundenen Decken noch ablesbar - Vegetation: wertvoller Altgehölzbestand aus u. a. Rot-Eiche (Quercus rubra), Stiel-Eiche (Quercus robur), Säulen-Eiche (Quercus robur 'Fastigiata'), Linden (Tilia spec.), Berg-Ahorn (Acer pseudoplatanus), Rot-Buche (Fagus sylvatica), Schwarz-Kiefer (Pinus nigra), Kanadische Hemlocktanne (Tsuga canadensis), Hänge-Esche (Fraxinus excelsior 'Pendula'), Eiben (Taxus baccata), Rosen (Rosa) und Rhododendren (Rhododendron), im südlichen Gartenbereich flankieren je ein Baumpaar aus Linden (Tiliaspec.) rechts und links die Villa, zwei Eiben (Taxus baccata) als Torbäume am Zufahrtstor | 09240157 |
| Direkt Bild zu diesem Denkmal hochladen | Wohnstallhaus | Wehrstraße 10 (Karte) | Um 1700 | Obergeschoss Fachwerk, baugeschichtlich und hausgeschichtlich von Bedeutung | 09240173 |
| Direkt Bild zu diesem Denkmal hochladen | Wohnhaus | Wehrstraße 16 (Karte) | 1. Drittel 18. Jahrhundert | Obergeschoss Fachwerk, baugeschichtlich von Bedeutung. Erdgeschoss massiv, Holzschuppen angebaut, eventuell Häuslerhaus, Satteldach, eine Riegelreihe, Holzverbindungen vorwiegend gezapft, aber auch Verblattungen nachweisbar, ein Giebel verschiefert. | 09240171 |
| Weitere Bilder                          | Baumwollspinnerei E. I. Clauß Nachfolger (Sachgesamtheit) | Zur Baumwolle 6, 7, 8, 9, 10, 11, 12, 13, 15, 17, 18, 20, 26, 29, 31, 33, 39, 39a (Am Park 1, 2, 3, 4, 5; Augustusburger Straße 65a; Bergstraße 2, 2a, 4, 4a, 6, 8, 10, 12; Claußstraße 1, 3, 5, 7; Erdmannsdorfer Straße 8, 10; Seeberstraße 1, 2, 4) (Karte) | 1809–1904 | Sachgesamtheit Baumwollspinnerei E. I. Clauß Nachfolger mit folgenden Einzeldenkmalen: Fabrikantenvilla mit Terrassenanlage östlich der Villa (siehe 09240163, Am Park 4), Heizwerk (siehe 09244758, Augustusburger Straße 65a), Arbeiterwohnhaus (siehe 09240166, Bergstraße 10), Arbeiterwohnhausgruppe (siehe 09240174, sogenannte Friedensburg, Bergstraße 12), sogenannter Altbau (vier Gebäude, davon ein Gebäude Selfaktorgebäude, südliche Gebäudegruppe), Ballenhaus (äußerstes nördliches Gebäude, Seeberstraße 2), Oederaner Bau (Gebäude im Fabrikhof), sogenannter Neubau mit Maschinenhaus (nördliches Gebäude, Seeberstraße 1, ehemals Claußstraße 2), Wasserbau (nordöstliches Gebäude, Claußstraße 3), Hauptverwaltungsbau mit Zwirnerei, Packerei und Versand (östliche Gebäudegruppe, Claußstraße 5, 7), mobiles Kulturgut (Archivalien) und Seeberbrücke neben Claußstraße 1 (siehe 09240135), Arbeiterwohnhaus (siehe 09240168, Haus Eintracht, Zur Baumwolle 7, 9, 11, 13), Arbeiterwohnhaus (siehe 09305818, Haus Harmonie, Zur Baumwolle 8), ehemalige Badeanstalt und Kinderbewahranstalt (siehe 09240165, Zur Baumwolle 15), ehemaliges Ledigenwohnheim mit Kinderbewahranstalt und Kirchgemeindesaal mit Einfriedung (siehe 09240164, Zur Baumwolle 17), Pförtnerhaus (Zur Baumwolle 18), Gärtnerei (Zur Baumwolle 20) und Verwaltungsgebäude (ehemaliges Gartenhaus, Zur Baumwolle 26, siehe 09305162), ehemaliges Kutscher- und Stallgebäude mit Verbindungsbau (siehe 09240161, sog. Lindenhaus), Altes Herrenhaus mit Tor zum Villengarten (siehe 09240159, Zur Baumwolle 33), Fabrikantenvilla, Remise sowie der zum Alten Herrenhaus und zur Villa Immenhof gehörige Villengarten (siehe 09240158, Villa Immenhof, Zur Baumwolle 39, 39a), sowie folgende Sachgesamtheitsteile: vier Arbeiterwohnhäuser (sogenannte Schweizerhäuser, Bergstraße 2, 2a, 4, 4a, 6, 8), Arbeiterwohnhaus (Haus Marie-Luise, Erdmannsdorfer Straße 8,10), drei Arbeiterwohnhäuser (sogenanntes Dreihaus, Zur Baumwolle 6, 10, 12), drei Arbeiterwohnhäuser (Am Park 1, 2, 3); historisch gewachsene Fabrikanlage mit zugehörigen Wohn- und Sozialgebäuden für Arbeiter und Angestellte und Fabrikantenvillen, von hoher stadtgeschichtlicher, baugeschichtlicher, industriegeschichtlicher, städtebaulicher und ortsbildprägender Bedeutung [alle nicht genannten Gebäude besitzen keinen Denkmalwert] | 09240155 |
| Direkt Bild zu diesem Denkmal hochladen | Arbeiterwohnhaus, sogenanntes Haus Eintracht (Einzeldenkmal der Sachgesamtheit 09240155) | Zur Baumwolle 7, 9, 11, 13 (Karte) | 1909 | Einzeldenkmal der Sachgesamtheit Baumwollspinnerei E. I. Clauß Nachfolger; Putzbau im Reformstil der Zeit um 1910, baugeschichtlich und sozialgeschichtlich von Bedeutung. Wohnhauszeile, zweigeschossiger Putzbau über Sockelgeschoss in Klinker-Mischbauweise, Hervorhebung der Fassade im Eckbereich, von Lisenen gerahmte Fenster mit Ziegelbedachung, Schmuckfries, Putzspiegel, ausgebautes Dachgeschoss. | 09240168 |
|                                         | Arbeiterwohnhaus, sogenanntes Haus Harmonie (Einzeldenkmal der Sachgesamtheit 09240155) | Zur Baumwolle 8 (Karte) | 1907 | Einzeldenkmal der Sachgesamtheit Baumwollspinnerei E. I. Clauß Nachfolger; hoch über der Zschopau aufragendes Gebäude mit aufwändig gestalteter Putzfassade, Anklänge an den geometrischen Jugendstil, baugeschichtlich, sozialgeschichtlich und ortsbildprägend von Bedeutung. Über der Ufermauer der Zschopau errichteter dreigeschossiger Putzbau mit Kellergeschoss (Klinker), dreigliedrige Fassade wird betont durch Putzlisenen und geometrische Gestaltung in Putz und Klinker, Zwerchdach, Walmdach mit Schopf. | 09305818 |
|                                         | Ehemalige Badeanstalt und Kinderbewahranstalt (Einzeldenkmale der Sachgesamtheit 09240155) | Zur Baumwolle 15 (Karte) | 1884 | Einzeldenkmale der Sachgesamtheit Baumwollspinnerei E. I. Clauß Nachfolger; historisierende Klinkerfassade mit Fachwerkdachgeschoss, baugeschichtlich und sozialgeschichtlich von Bedeutung. Klinkerbau mit Fachwerkelementen, Außenanlagen heute nicht mehr vorhanden. | 09240165 |
|                                         | Magdalene-Clauß-Stiftung: ehemaliges Ledigenwohnheim mit Kinderbewahranstalt und Kirchgemeindesaal mit Einfriedung (Einzeldenkmale der Sachgesamtheit 09240155) | Zur Baumwolle 17 (Karte) | 1909 | Einzeldenkmale der Sachgesamtheit Baumwollspinnerei E. I. Clauß Nachfolger; Reformstil-Architektur, baugeschichtlich und ortsgeschichtlich von Bedeutung. Dreigeschossig, steiles Dach, Reliefs über Eingängen, Darstellung Biene, zugleich als Kinderbewahranstalt erbaut, gehört zu Magdalene-Clauß-Stiftung. | 09240164 |
| Weitere Bilder                          | Pförtnerhaus (Nr. 18), Gärtnerei (Nr. 20) und Verwaltungsgebäude (ehemaliges Gartenhaus, Nr. 26), Einzeldenkmale der Sachgesamtheit 09240155 | Zur Baumwolle 18, 20, 26 (Karte) | Um 1830 (Gärtnerei); Ende 19. Jahrhundert (Pförtnerhaus und Verwaltungsgebäude)                                                                  | Einzeldenkmale der Sachgesamtheit Baumwollspinnerei E. I. Clauß Nachfolger; baugeschichtlich und ortsgeschichtlich von Bedeutung. - Ehemalige Gärtnerei (Zur Baumwolle 20): als Sengenhaus bezeichnet, kleines Gebäude mit Mansarddach, drei Dachhäuschen, Fenster- und Türgewände aus Porphyrtuff (?), klassizistisches Portal - ehemaliges Pförtnerhaus (Zur Baumwolle 18): neben der Försterbrücke, schlichter Klinkerbau mit Zierfachwerk, Drempel und Satteldach, winkliger Grundriss - Verwaltungsgebäude (ehemaliges Gartenhaus, Zur Baumwolle 26): am Hintereingang der Baumwollspinnerei gelegen, T-förmiger Grundriss, schlichter Putzbau, hinterer Bereich mit Mansarddach und drei straßenseitigen Dachhäuschen | 09305162 |
|                                         | Lindenhaus: ehemaliges Kutscher- und Stallgebäude mit Verbindungsbau (Einzeldenkmal der Sachgesamtheit 09240155) | Zur Baumwolle 29, 31 (Karte) | 2. Hälfte 19. Jahrhundert | Einzeldenkmal der Sachgesamtheit Baumwollspinnerei E. I. Clauß Nachfolger; baugeschichtlich und ortsgeschichtlich von Bedeutung. Zweigeschossige Putzbauten mit Mezzaningeschoss, einfachen Schwebegiebeln und Satteldächern. | 09240161 |
|                                         | Altes Herrenhaus mit Tor zum Park (siehe Sachgesamtheit 09240155, gleiche Anschrift) | Zur Baumwolle 33 (Karte) | Um 1830 | Einzeldenkmal der Sachgesamtheit Baumwollspinnerei E. I. Clauß Nachfolger; stattlicher biedermeierlicher Putzbau, erstes Wohnhaus der Fabrikantenfamilie Clauß, baugeschichtlich und ortsgeschichtlich von Bedeutung. Dreigeschossiger Putzbau mit zwei zu sieben Achsen, mittiges Türportal mit kannelierten Pilastern und Segmentbogen, im ersten Obergeschoss die drei mittleren Fenster mit Segmentbögen, sonst gerade Fensterbedachungen, Walmdach mit drei Dachhäuschen. | 09240159 |
|                                         | Villa Immenhof: Fabrikantenvilla (Nr. 39) und Remise (Nr. 39a), Einzeldenkmale der Sachgesamtheit 09240155 | Zur Baumwolle 39, 39a (Karte) | 1895 (Fabrikantenvilla); 1875–1895 (Villengarten/Landhausgarten); um 1910 (Remisengebäude)                                                       | Einzeldenkmale der Sachgesamtheit Baumwollspinnerei E. I. Clauß Nachfolger; jüngerer Wohnsitz der Fabrikantenfamilie Clauß, Villa im Landhausstil um 1900, Remise im Heimatstil der Zeit um 1910, repräsentative Gebäude mit baugeschichtlicher und ortsgeschichtlicher Bedeutung, der Villengarten gartenkünstlerisch bedeutsam. Gehörte Fabrikanten Clauß, Baumwollspinnerei, Remise mit Bedienstetenwohnräumen. | 09240158 |
|                                         | Zwei Wasserturbinen und Getriebe der Finkenmühle | Zur Finkenmühle 4 (Karte) | Vor 1890 | Technikgeschichtlich von Bedeutung. Turbine wahrscheinlich voll beaufschlagte einkränzige Axialturbine der Bauart Henschel-Jonval mit senkrechter Welle. Beide Turbinen gleiche Art, nebeneinander angeordnet, Henschel-Jonval-Turbinen Vorgänger der Francis-Bauart. „Finkenmühle“ ursprünglich Getreidemühle, Holzschleiferei, später Akkumulatorenfabrik, heute Gaststätte und Pension. | 09240722 |

### Ehemalige Denkmäler (Flöha)
| Bild                                    | Bezeichnung                                                   | Lage                      | Datierung | Beschreibung | ID       |
| --------------------------------------- | ------------------------------------------------------------- | ------------------------- | --------- | --- | -------- |
| Direkt Bild zu diesem Denkmal hochladen | Wohnhaus in offener Bebauung                                  | Dresdner Straße 5 (Karte) | Um 1890   | Putzbau mit übergiebeltem Mittelrisalit und Freigespärre im Giebel, baugeschichtlich und straßenbildprägend von Bedeutung. Schwebegiebel, wichtig für Straßenbild, Zwerchgiebel. Zwischen 2007 und 2016 abgerissen. | 09240034 |
|                                         | Wohnhaus in halboffener Bebauung, Teil eines Doppelwohnhauses | Lessingstraße 8 (Karte)   | Nach 1912 | Architektonisch anspruchsvoll gestalteter Putzbau, Doppelwohnhaus erbaut für den technischen bzw. kaufmännischen Direktor des Tafelglaswerkes Falkenhütte in Flöha, von baugeschichtlicher und ortsgeschichtlicher Bebauung. Zweigeschossiger schlichter Putzbau in sachlicher Gestaltung, welcher geprägt wird durch eine der inneren Nutzung entsprechende Anordnung und Gestaltung der Fensteröffnungen. Der Hauseingang wird durch einen vorkragenden Dreieckgiebel betont, seitlich befindet sich ein Standerker auf segmentbogenförmigem Grundriss. Abgeschlossen wird das Haus durch ein hohes Walmdach, besetzt mit kleinen Fledermausgaupen. In seiner Formensprache steht das Haus in der Tradition der Reformarchitektur des beginnenden 20. Jahrhunderts. In Abgrenzung zur Historismusarchitektur orientierten sich die Architekten, wie beispielsweise Tessenow und Schmidthenner, an der Baukunst des 18. Jahrhunderts, dort speziell am Gartenhaus von Goethe. Das Credo dieser Bauideale sind Einfachheit, Schlichtheit und Bürgerlichkeit. Ganz offensichtlich fühlt sich der Architekt der beiden Villen Lessingstraße 8 und 10 diesen Architekturauffassungen verpflichtet. Durch den guten Originalzustand und die relative Seltenheit von Bauten dieser Stilrichtung in Flöha und Umgebung kommt beiden Bauwerken eine baugeschichtliche Bedeutung zu. Zwischen 2017 und 2022 von der Denkmalliste gestrichen. | 09304249 |
|                                         | Wohnhaus in halboffener Bebauung, Teil eines Doppelwohnhauses | Lessingstraße 10 (Karte)  | Nach 1912 | Architektonisch anspruchsvoll gestalteter Putzbau, Doppelwohnhaus erbaut für den technischen bzw. kaufmännischen Direktor des Tafelglaswerkes Falkenhütte in Flöha, von baugeschichtlicher und ortsgeschichtlicher Bebauung. Zweigeschossiger schlichter Putzbau in sachlicher Gestaltung, welcher geprägt wird durch eine der inneren Nutzung entsprechende Anordnung und Gestaltung der Fensteröffnungen. Der Hauseingang wird durch einen vorkragenden Dreieckgiebel betont, seitlich befindet sich ein Standerker auf segmentbogenförmigem Grundriss. Abgeschlossen wird das Haus durch ein hohes Walmdach, besetzt mit kleinen Fledermausgaupen. In seiner Formensprache steht das Haus in der Tradition der Reformarchitektur des beginnenden 20. Jahrhunderts. In Abgrenzung zur Historismusarchitektur orientierten sich die Architekten, wie beispielsweise Tessenow und Schmidthenner, an der Baukunst des 18. Jahrhunderts, dort speziell am Gartenhaus von Goethe. Das Credo dieser Bauideale sind Einfachheit, Schlichtheit und Bürgerlichkeit. Ganz offensichtlich fühlt sich der Architekt der beiden Villen Lessingstr. 8 und 10 diesen Architekturauffassungen verpflichtet. durch den guten Originalzustand und die relative Seltenheit von Bauten dieser Stilrichtung in Flöha und Umgebung kommt beiden Bauwerken eine baugeschichtliche Bedeutung zu. Zwischen 2017 und 2022 von der Denkmalliste gestrichen.   | 09304250 |

## Falkenau
| Bild                                    | Bezeichnung | Lage                                        | Datierung                                                                                           | Beschreibung | ID       |
| --------------------------------------- | --- | ------------------------------------------- | --------------------------------------------------------------------------------------------------- | --- | -------- |
| Weitere Bilder                          | Ehemaliges Eisenbahnviadukt über die Flöha (Hetzdorfer Viadukt) | (Gemarkung Hetzdorf, Flurstück 353) (Karte) | 1866–1868                                                                                           | Zu den ersten größeren Eisenbahnviadukten Sachsens gehörig, von baugeschichtlicher und eisenbahngeschichtlicher Bedeutung, zudem von landschaftsgestaltendem Charakter. Viadukt über das Flöhatal, vier große und 13 kleine Bögen über Flöhatal, errichtet 1866–1868 im Zuge des Eisenbahnstreckenbaus zwischen Dresden und Werdau über Freiberg, Chemnitz und Zwickau, wichtige sächsische Hauptbahn, einetagige Steinbogenbrücke, Höhe 43 Meter (bauzeitlich damit die höchste einetagige Brücke der Reichsbahn), Länge 326 Meter, gekrümmte Streckenführung mit einem Radius von 570 m, Planung Oberingenieur Sorge, Bauausführung Sektionsingenieur Claus, Bausumme 1,652 Millionen Mark. 1986 Beschluss, das Brückenbauwerk außer Betrieb zu nehmen, da es im Laufe der Jahre unter den enormen Verkehrsbelastungen (auch aufgrund der gekrümmten Streckenführung) sowie der Witterung gelitten hatte und die Höchstgeschwindigkeit für Züge inzwischen auf 10 km/h begrenzt werden musste. Mit der Trassenbegradigung (hierfür u. a. Neubau zweier Brückenbauwerke über Hetzbach- und Flöhatal) 1992 Stilllegung des Viadukts, heute als Fußgängerbrücke in Nutzung. Objekt bereits in der DDR-Bezirksdenkmalliste des Kreises Hainichen als Denkmal verzeichnet. | 09240738 |
| Weitere Bilder                          | Postmeilensäule | (Flurstück 340/5) (Karte)                   | 1722                                                                                                | Kursächsische Postmeilensäule (Sachgesamtheit); Viertelmeilenstein, verkehrsgeschichtlich von Bedeutung. Kopie eines Viertelmeilensteines mit der Reihennummer 25, der Jahreszahl 1722 und dem in gold aufgebrachten Posthorn und den Initialen „AR“. Der Stein besteht aus, Hilbersdorfer Porphyrtuff und stand ursprünglich an der Poststraße Dresden–Freiberg–Oederan–Chemnitz–Zwickau–Hof. Er wurde um wenige Meter versetzt. 1971/72 wurde er durch die PGH Bauhütte Karl-Marx-Stadt restauriert. | 09240725 |
|                                         | Ehemaliges Ledigenwohnheim der Baumwollspinnerei | Am Fabrikweg 1 (Karte)                      | 1904                                                                                                | Stattlicher Putzbau mit zwei Seitenrisaliten und Uhrenturm, baugeschichtlich und ortsgeschichtlich von Bedeutung. Zweigeschossig mit Eckquaderung über hohem Kellergeschoss in Klinkerbauweise, Walmdach mit mittigem Uhrenturm, rückwärtiger, nachträglicher Anbau, Speisesaal. | 09240733 |
| Direkt Bild zu diesem Denkmal hochladen | Nördliches Wohnhaus eines Vierseithofes | Am Haltepunkt 3 (Karte)                     | 1901                                                                                                | Putzbau mit übergiebeltem Mittelrisalit, baugeschichtlich von Bedeutung. Massiv, Putzbänder, waagrechte Fensterverdachungen, teilweise originale Fenstergewände, Krüppelwalmdach, Sockel Polygonmauerwerk, Fenster verändert, wichtig als Bauernhaus um die Jahrhundertwende. | 09240731 |
|                                         | Schule | An der Aue 1 (Karte)                        | 1913                                                                                                | Zeittypischer Putzbau mit Mansardwalmdach, baugeschichtlich und ortsgeschichtlich von Bedeutung. Zweigeschossig über Sockelgeschoss, Gliederung durch Lisenen, Mansardwalmdach mit Dachhäuschen, Uhrenturm, Schiefereindeckung. | 09240734 |
| Direkt Bild zu diesem Denkmal hochladen | Schreyersche Spinnmühle (Sachgesamtheit) | Dorfstraße 15 (Karte)                       | Nach 1885                                                                                           | Sachgesamtheit Schreyersche Spinnmühle mit folgenden Einzeldenkmalen: Produktions- und Sozialgebäude, Schornstein, Werkskanal sowie Zufahrt, Wehr, Schütz und Bedienhäuschen der ehemaligen Spinnmühle (09307330) sowie den Sachgesamtheitsteilen Wiegehaus, Turbinenhaus und Kessel- und Maschinenhaus; bau-, orts- und industrie- sowie personengeschichtliche Bedeutung | 09307329 |
| Direkt Bild zu diesem Denkmal hochladen | Schornstein, Produktions- und Sozialgebäude, Werkskanal, Wehr, Schütz und Bedienhäuschen der ehemaligen Spinnmühle (Einzeldenkmale der Sachgesamtheit 09307329)                                       | Dorfstraße 15 (Karte)                       | 1846 (Spinnmühle); um 1880 (Gesindehaus); vor 1905 (viergeschossiges Produktionsgebäude)            | Einzeldenkmale der Schreyerschen Spinnmühle, später Baumwollspinnerei Georg Liebermann; bauliches Zeugnis, welches Entwicklungen in der Bau- und Ortsgeschichte, Industrie- und Wirtschaftsgeschichte, aber auch in der Industriearchitektur veranschaulicht, Bestandteile der Mühle verdeutlichen die funktionalen Zusammenhänge eines auf Wasserkraft- und ‒ später zusätzlich ‒ Dampfkraftnutzung aufbauenden Produktionsbetriebes, bau-, orts- und industrie- sowie personengeschichtliche Bedeutung auf Grund der Verbindung zu Georg Liebermann. | 09307330 |
| Direkt Bild zu diesem Denkmal hochladen | Südwestliches Wohnstallhaus und nordwestliches Seitengebäude (Stall) eines Dreiseithofes | Dorfstraße 44 (Karte)                       | Um 1800                                                                                             | Beide Gebäude in Fachwerkbauweise, baugeschichtlich und sozialgeschichtlich von Bedeutung. - Wohnhaus: Erdgeschoss massiv, Bruchstein, Fachwerk-Obergeschoss mit wenigen Streben, Krüppelwalmdach, liegender Dachstuhl, Kreuzgewölbe im Mittelflur, im Erdgeschoss zu große Fenster, aber guter Originalzustand - Stallgebäude: Heuboden, Fachwerk-Obergeschoss, Erdgeschoss massiv, achtteilige Fenster mit vier Flügeln, Kreuzstockfenster, Krüppelwalmdach, Erdgeschoss Feldstein, Giebeldreiecke verbrettert | 09240724 |
| Direkt Bild zu diesem Denkmal hochladen | Nordwestliches Wohnstallhaus und südliches Seitengebäude eines Bauernhofes | Dorfstraße 64 (Karte)                       | Um 1800                                                                                             | Beide Gebäude in Fachwerkbauweise, teils verbrettert, baugeschichtlich und sozialgeschichtlich von Bedeutung. - Wohnstallhaus: Fachwerk-Obergeschoss, Erdgeschoss massiv, Bruchstein, zwei Türportale, originale Fenstergewände, Stube, steiles Krüppelwalmdach mit liegendem Dachstuhl, mit Wasserhaus und angebautem ehemaligen Bierkeller - Seitengebäude: Erdgeschoss mit ehemaligem Pferdestall massiv (Bruchstein), Stichbogenportal und Durchfahrt, Obergeschoss Fachwerk, zum Teil verbrettert, strebenreich, Kreuzgewölbe, Krüppelwalmdach - Hof gepflastert, Torbogen zwischen beiden Gebäuden erneuert | 09240723 |
|                                         | Straßenbrücke über die Flöha (Flöhabrücke Falkenau, Schulbrücke) | Ernst-Thälmann-Straße (Karte)               | 1895                                                                                                | Dreibogig, baugeschichtlich und technikgeschichtlich von Bedeutung. Die rund 42 m lange Brücke überspannt mit drei Steinbögen von 10,5 m + 10,8 m + 10,5 m lichter Weite die Flöha. Die beiden Pfeiler von 2,05 m Breite stehen mit einer Schiefe von 86,1 gon zum Fluss. Die Gewölbe sind korbbogenförmig in hammerrechtem Schichtenmauerwerk ausgeführt. Das gesamte Mauerwerk besteht aus einem grün-grau gefärbten Hornblendschiefer mit einigen eingestreuten Gneissteinen aus örtlichen Vorkommen der näheren Umgebung. Die Pfeiler sind beidseitig durch halbkreisförmige Vorlagen bis in Kämpferhöhe der Bögen gestalterisch hervorgehoben. Das schlichte Bauwerk zeichnet sich durch eine solide handwerkliche Bauweise und harmonische Gestaltung aus und prägt maßgeblich das Ortsbild. Bei dem Umbau der Brücke 1993/1994 wurde die Fahrbahn verbreitert und beidseitig mit 1,25 m breiten Kappen ausgeführt. Als Gestaltungselemente für die umgebaute Brücke wurden die Pfeilervorlagen durch kleine kanzelartige Brüstungen in der Auskragung ausgeführt. Die Brücke überführt die Staatsstraße 237 und unterführt die Flöha. | 09240729 |
| Direkt Bild zu diesem Denkmal hochladen | Südwestliche Scheune eines Vierseithofes | Ernst-Thälmann-Straße 12 (Karte)            | 1890                                                                                                | Im Landkreis sonst nicht anzutreffendes, seltenes Beispiel der Scheunenbauweise der 2. Hälfte des 19. Jahrhunderts, baugeschichtlich von Bedeutung, auch wichtig für die Kulturlandschaft. Fachwerk-Konstruktion mit Ziegelausfachung an der Giebelseite und der Hoftraufseite, Fachwerk-Erdgeschoss mit Fachwerkdrempel, Satteldach, Fachwerk feldseitig verbrettert, Scheune um 1974 etwa vier Meter gekürzt, innere Gestaltung blieb vollständig erhalten, Ziegelmauerwerk an Außenseiten blieb unverputzt, zwei Holzschiebetore, eine Kellertür, Scheune teilweise unterkellert. | 09240642 |
|                                         | Wohnhaus | Ernst-Thälmann-Straße 33 (Karte)            | Mitte 19. Jahrhundert                                                                               | Obergeschoss Fachwerk, baugeschichtlich von Bedeutung. Erdgeschoss massiv, leicht verändert, wichtig für Ortsbild. | 09240728 |
|                                         | Spinnereigebäude I, Spinnereigebäude IIa und Spinnereigebäude IIb der ehemaligen Baumwollspinnerei Georg Liebermann (ehemals Fiedlersche Tuchfabrik, Falkenauer Florettseidenspinnerei, Obere Fabrik) | Ernst-Thälmann-Straße 39 (Karte)            | 1851/1883 (Spinnereigebäude I); 1853 (Spinnereigebäude IIa); 1899–1901 (Spinnereigebäude IIb)       | Das Ortsbild prägender Fabrikkomplex von ortsgeschichtlichem Wert, Expansion des Unternehmens Ende 19. Jahrhundert durch den Berliner Fabrikanten Georg Liebermann (1844–1926), Bruder des Malers Max Liebermann. - Spinnereigebäude I (Altbau): fünfgeschossiger, rechteckiger Massivbau, verputzt mit Pilastergliederung, Segmentbogenfensterachsen, Tragkonstruktion gusseiserne Säulen mit Walzeisenunterzügen - Spinnereigebäude IIa: Architekt war Paul Fiedler aus Flöha, nordwestlich liegend, dreigeschossiger Klinkerbau mit Lisenengliederung, große symmetrische Bogenfensterachsen, Flachdach mit Attika am Giebel, Tragkonstruktion gusseiserne Säulen mit Walzeisenunterzügen - Spinnereigebäude IIb: Architekt war Paul Fiedler aus Flöha, nordöstlich liegend, dreigeschossiger Klinkerbau, Lisenengliederung, große querrechteckige Fensterachsen, Tragkonstruktion gusseiserne Säulen mit Walzeisenunterzügen, Flachdach Kranzgesims mit Konsolfries, sechsgeschossiges Treppenhaus mit Wasserturm mit Zeltdach | 09240727 |
| Weitere Bilder                          | Empfangsgebäude mit Stellwerksanbau, Wirtschaftsgebäude und Lokschuppen des Bahnhofs Hetzdorf | Lindenstraße 5 (Karte)                      | 1893 (Empfangsgebäude, Wirtschaftsgebäude und Bahnbetriebsanlage); 1898 (Anbau); 1935 (Lokschuppen) | Zeittypische Klinkerbauten des Bahnhofs Hetzdorf (Flöhatal) der Schmalspurbahn Hetzdorf–Eppendorf–Großwaltersdorf (6981, sä. HG) sowie Bahnstrecke Reitzenhain–Flöha (6619, sä. RF), baugeschichtlich und eisenbahngeschichtlich von Bedeutung. - Empfangsgebäude: zweigeschossiger roter Klinkerbau über Natursteinsockel, Drempel, Zahnschnittfries, im Giebel Klinkerzier, flaches Satteldach, östlicher eingeschossiger Anbau mit drei großen Segmentbogenfenstern - Nebengebäude: eingeschossiger Klinkerbau über Natursteinsockel, flaches Satteldach - Güterschuppen: Fachwerkbau mit Klinkerausfachung, Satteldach | 09240737 |
| Weitere Bilder                          | Kirche mit Ausstattung | Straße der Einheit 3 (Karte)                | Um 1955                                                                                             | Saalkirche mit Turm, zeittypischer Kirchenbau im traditionalistischen Stil, baugeschichtlich und ortsgeschichtlich von Bedeutung. Mit Glockenturm und Uhr, Sgraffito, originale Innenausstattung und Außengestaltung. Innen: Taufe, Bänke, Emporen bemalt, Decke bemalt, Orgel vermutlich aus Vorgängerbau, im Obergeschoss Gemeindesaal. | 09240730 |
|                                         | Villa | Straße der Einheit 32 (Karte)               | Um 1930                                                                                             | Zeittypischer Putzbau mit Klinkergliederung, baugeschichtlich von Bedeutung. Putz und Klinker, Bauhausbeeinflussung, im Eingangsbereich Klinkergestaltung, sehr guter Originalzustand, so Fenster, Treppenaufgänge, Türen, Gitter, Putzstruktur, geflammter Klinker, teilweise im Sockelbereich Zahnschnittfries, farbiges Glas in Treppenhausfenster. | 09240735 |
|                                         | Wohnhaus | Straße der Einheit 38 (Karte)               | 1907                                                                                                | Putzbau mit Klinkergliederung und übergiebeltem Mittelrisalit, Freigespärre in den Giebeln, baugeschichtlich von Bedeutung. Ecktürmchen mit Pyramidendach, Zwerchgiebel, Schwebegiebel, Putzfassade mit Klinkerbändern und Klinkergesims, Sockel verputzt, oranger und gelber Klinker, ein Bleiglasfenster mit ornamentaler Verzierung, Fenster alle original. | 09240736 |

## Tabellenlegende
- Bild: Bild des Kulturdenkmals, ggf. zusätzlich mit einem Link zu weiteren Fotos des Kulturdenkmals im Medienarchiv Wikimedia Commons. Wenn man auf das Kamerasymbol klickt, können Fotos zu Kulturdenkmalen aus dieser Liste hochgeladen werden:
- Bezeichnung: Denkmalgeschützte Objekte und ggf. Bauwerksname des Kulturdenkmals
- Lage: Straßenname und Hausnummer oder Flurstücknummer des Kulturdenkmals. Die Grundsortierung der Liste erfolgt nach dieser Adresse. Der Link (Karte) führt zu verschiedenen Kartendiensten mit der Position des Kulturdenkmals. Fehlt dieser Link, wurden die Koordinaten noch nicht eingetragen. Sind diese bekannt, können sie über ein Tool mit einer Kartenansicht einfach nachgetragen werden. In dieser Kartenansicht sind Kulturdenkmale ohne Koordinaten mit einem roten bzw. orangen Marker dargestellt und können durch Verschieben auf die richtige Position in der Karte mit Koordinaten versehen werden. Kulturdenkmale ohne Bild sind an einem blauen bzw. roten Marker erkennbar.
- Datierung: Baubeginn, Fertigstellung, Datum der Erstnennung oder grobe zeitliche Einordnung entsprechend des Eintrags in der sächsischen Denkmaldatenbank
- Beschreibung: Kurzcharakteristik des Kulturdenkmals entsprechend des Eintrags in der sächsischen Denkmaldatenbank, ggf. ergänzt durch die dort nur selten veröffentlichten Erfassungstexte oder zusätzliche Informationen
- ID: Vom Landesamt für Denkmalpflege Sachsen vergebene, das Kulturdenkmal eindeutig identifizierende Objekt-Nummer. Der Link führt zum PDF-Denkmaldokument des Landesamtes für Denkmalpflege Sachsen. Bei ehemaligen Kulturdenkmalen können die Objektnummern unbekannt sein und deshalb fehlen bzw. die Links von aus der Datenbank entfernten Objektnummern ins Leere führen. Ein ggf. vorhandenes Icon  führt zu den Angaben des Kulturdenkmals bei Wikidata.

## Ausführliche Denkmaltexte
1. ↑  Wohnstallhaus (Wehrstraße 10):

Das Wohnstallhaus wurde um 1700 errichtet und vermutlich im 18. Jahrhundert giebelseitig durch einen Scheunenanbau erweitert sowie nachträglich massiv unterfahren. Diese Angaben beruhen auf vergleichenden Schätzungen des Baubestandes.

Der zweigeschossige Fachwerkbau mit massivem, aus Ziegelsteinen errichtetem Erdgeschoss (wahrscheinlich im 19. Jahrhundert nachträglich massiv unterfahren) und einem in Fachwerkbauweise aufgerichtetem Obergeschoss wird durch ein Satteldach abgeschlossen. Wichtige Gestaltungsmerkmale des Erdgeschosses sind die aus Hilbersdorfer Porphyrtuff gefertigten Fenstergewände sowie das Türportal, die der Bauphase zu Beginn des 19. Jahrhunderts zuzuordnen sind. Das Obergeschoss weist eine für das ausgehende 17. und beginnende 18. Jahrhundert charakteristische Fachwerkkonstruktion mit aufgeblatteten Kopfstreben und einer Riegelreihe auf. Die Fachwerkkonstruktion des nachträglichen Scheunenanbaus wird durch eingezapfte Streben charakterisiert. Die Fensterproportionen sowie deren Anordnung wurden in beiden Geschossen des Wohnstallhauses beibehalten.

Das Gebäude ist, wie dies für mitteldeutsche Wohnstallhäuser charakteristisch ist, ein ursprünglich dreizoniger (durch den Scheunenanbau vierzoniger), quergeteilter, traufseitig aufgeschlossener Bau. Sein Inneres blieb in gutem Originalzustand erhalten. Zu nennen wäre z. B. die ursprüngliche Raumstruktur. Zum Originalbestand des Gebäudes gehören weiterhin der Mittelflur mit einem Natursteinplattenbelag im Erdgeschoss, der Stall mit einer einfachen Bretterdecke, der Mittelflur und ein kurzer Kammergang mit Brettertüren im Obergeschoss, die Holzstiege zwischen dem Erd- und dem Obergeschoss sowie der originale Dachstuhl: ein Kehlbakendach mit einfach stehendem Stuhl, dessen Holzverbindungen durch Aufblattungen realisiert wurden.

Eine Besonderheit bildet der offensichtlich nachträglich errichtete Scheunenanbau, der in diesem Landschaftsraum vergleichsweise selten anzutreffen ist. Üblicher sind derartige Hausformen im oberen Erzgebirge. Auch dieser Anbau ist zweigeschossig, er wurde sowohl im Erdgeschoss als auch im Obergeschoss als Fachwerkbau errichtet, lediglich der Sockelbereich an der Gartentraufseite wurde massiv aus Bruchsteinen errichtet. Wesentliche Veränderungen dieses Anbaus sind nicht feststellbar. So blieben beispielsweise der Holztennenbelag sowie die Stiegen und der Dachstuhl erhalten. Das Wohnstallhaus steht traufständig an der Wehrstraße, einer der zum ehemaligen Dorf Plaue gehörenden alten Dorfstraße, die parallel zur Zschopau verlief. Hinter diesem Gebäude steht die alte Plauer Mühle. Aufgrund seiner Anordnung zur Straße (traufseitig unmittelbar an der Wehrstraße) und dem Fehlen jeglicher Seitengebäude muss geschlossen werden, dass dieses Gebäude ein ehemaliges Gärtnerhaus ist. Hierfür spricht weiterhin, dass die hinter diesem Wohnstallhaus befindlichen Ländereien ursprünglich zum „Kluge Gut“, später Sattelgut (davor Vorwerk des Rittergutes Erdmannsdorf) gehörten. Dadurch bestand nie die wirtschaftliche Möglichkeit, dass sich an der linken Zschopauseite Bauerngüter entwickeln konnten. Schon im 16. Jahrhundert sind allerdings Gebäude auf Zeichnungen von Matthias Oeder an gleicher Stelle zu erkennen. Demzufolge bestand schon zu diesem Zeitpunkt eine Ansiedlung von Gärtneranwesen. Es ist überliefert, dass mit Ausnahme von Kirche und Pfarrhof alle Gebäude der Dörfer, aus denen Flöha entstand, zerstört wurden. Damit ist zum einen historisch belegt, dass das genannte Wohnstallhaus zu den ältesten noch bestehenden Wohnhäusern der Stadt Flöha gehört. Weiterhin wird damit deutlich, dass das Wohnstallhaus vermutlich das Wohnhaus eines Gärtneranwesens war. Nur so wären auch der ungewöhnliche Scheunenanbau sowie die Traufstellung des Hauses parallel zur Wehrstraße zu erklären. Aufgrund der zunehmenden Industrialisierung im Verlauf des 19. Jahrhunderts verschwanden die baulichen Zeugen des ehemaligen Dorfes Plaue bis auf wenige Ausnahmen, zu denen das beschriebene Haus gehört. Somit wird das Wohnstallhaus nicht nur zum haus- und sozialgeschichtlichen Zeugnis dörflicher Wohn- und Wirtschaftsverhältnisse im 18. und 19. Jahrhundert, sondern auch zum stadtgeschichtlichen Zeugnis.

Wie bereits ausgeführt, gehört dieses Haus zu den wenigen noch erhaltenen dörflichen Bauten des 18. Jahrhunderts, die in Flöha, speziell im Bereich des ehemaligen Dorfes Plaue erhalten blieben. Es verdeutlicht in hervorragender Weise aufgrund seiner Gestaltung und seines guten Originalzustandes die Lebens- und Wirtschaftsbedingungen im sächsischen Dorf des 18. und 19. Jahrhunderts. Hieraus resultiert seine baugeschichtliche (hausgeschichtliche), stadtgeschichtliche sowie heimat- und sozialgeschichtliche Bedeutung, die es aufgrund seines guten Originalzustandes besitzt.
2. ↑  Baumwollspinnerei E. I. Clauß Nachfolger (Sachgesamtheit):
  - Geschichte und Beschreibung der Gesamtanlage siehe Objekt 09240135
  - Geschichte des Villengartens (Quelle: Rentsch+Tschersich: Denkmalpflegerische Zielstellung Park an der Baumwolle. Chemnitz 1992, unveröffentlicht)
    - 1875–95 Gestaltung des sich unmittelbar an das Alte Herrenhaus anschließende Parkareals
    - um 1895 Erweiterung des Parks nach Nordwesten und Westen im Zusammenhang mit der Erbauung der Villa „Immenhof“
    - 1912/15 Umgestaltung der Wegeführung an der Villa Immenhof durch das Atelier für Gartenarchitektur Womack und Dalch, Chemnitz
    - um 1930  Umgestaltung des ovalen Blumenbeetes in ein Wasserbecken (nicht mehr vorhanden)
    - nach 1930 zweite Parkerweiterung nach Nordwesten
    - um 1950 Anlage der Freilichtbühne am ehemaligen Standort des Tennisplatzes

  - Bauliche Schutzgüter:
    - Erschließung: Hauptzugang südlich des Alten Herrenhauses durch schmiedeeisernes zweiflügliges Ziergittertor, außerdem Anbindung der Wege an die umgebenden Straßen, landschaftlich geschwungenes Wegesystem mit wassergebundenen Decken, (heute teilweise asphaltiert und stellenweise in seinem Verlauf verändert), terrassenartige Fläche mit Stützmauern nordwestlich des Alten Herrenhauses (hier befand sich offenbar ursprünglich eine Art Gartenhaus, über deren Nutzung aber nichts bekannt ist)
    - Gartenbauten: zentral im Villengarten gelegenen kleine Freilichtbühne mit Stützmauern und Treppen aus Porphyr, Gartenbrücke aus Beton über den Mühlgraben an der Westgrenze des nördlichen Gartenbereichs
    - Wasserelemente: kleines Wasserbecken in der Mitte einer ovalen Rasenfläche (ursprünglich Blumenbeet) nördlich des Alten Herrenhauses (Ersatz für das verlorene historische Wasserbecken), kleiner Teich westlich des Herrenhauses, Mühlgraben an der Westgrenze des nördlichen Gartenbereichs (im restlichen Garten verrohrt)

  - Vegetation: wertvoller Altgehölzbestand aus u. a. Rot-Buche (Fagus sylvatica), Blut-Buche (Fagus sylvatica f. purpurea), Rosskastanie (Aesculus hippocastanum), Stiel-Eiche (Quercus robur), Rot-Eiche (Quercus rubra), Spitz-Ahorn (Acer platanoides), Berg-Ahorn (Acer pseudoplatanus), Winter-Linde (Tilia cordata), Hainbuche (Carpinus betulus), Esche (Fraxinus excelsior), Kanadische Hemlockstanne (Tsuga canadensis), Schwarz-Kiefer (Pinus nigra), Weymouths-Kiefer (Pinus strobus) und Rhododendren (Rhododendron spec.)
  - Sonstige Schutzgüter: Gelände nach Westen hin ansteigend, die Höhenunterschiede werden stellenweise durch Stützmauern und Treppen ausgeglichen, Blickbeziehung von der Villa Immenhof über den Garten nach Osten
3. ↑  
Schreyersche Spinnmühle, später Baumwollspinnerei Georg Liebermann:

Die einstige Spinnerei befindet sich im Westen des Dorfes Falkenau, welches 2011 zur Stadt Flöha eingemeindet wurde. Sie liegt unweit des Flöha-Ufers an einem Wassergraben außerhalb des Ortskerns. Das lange Zeit durch Landwirtschaft, Kalk- und Silberbergbau sowie Holzflößerei geprägte Dorf erfuhr durch die Industrialisierung im 19. Jahrhundert mit der für die Region typischen Ansiedlung von Spinnereien und der Anbindung an das sächsische Eisenbahnnetz eine tiefgreifende Veränderung. Bis zur politischen Wende 1990 nahm Falkenau eine wichtige Position in der sächsischen Textilindustrie ein. Die heute noch erhaltenen Baulichkeiten der Dorfstraße 15 in Falkenau sind aus einer 1845/46 entstandenen Spinnmühle (Strumpfgarn-Spinnerei) hervorgegangen. Deren Bauherr war Karl Friedrich Schreyer (gest. 1872), seinerzeit Besitzer des in der Nähe gelegenen Lehngutes. Zur Anlage der Schreyerschen Spinnmühle gehörten noch eine ältere Schneidemühle, wenig später durch einen Neubau ersetzt, und ein Werkskanal. Der gesamte Komplex gelangte 1879 für kurze Zeit in den Besitz der Nossener Papierfabrik Roßberg & Co, bevor er 1882 von dem Berliner Unternehmer Georg Liebermann (1844–1926) zusammen mit der ebenfalls im Ort gelegenen Spinnerei Fiedler erworben und vereinigt wurde. Ein Brand der Unteren Spinnerei 1885 führte zu umfangreichen Baumaßnahmen, dabei entstand der ältere Teil des noch erhaltenen Produktionsgebäudes vermutlich unter Nachnutzung des Mauerwerks der Spinnmühle. Liebermann verkaufte beide Spinnereien 1911 an den Besitzer der Tüllfabrik Flöha, Carl Siems (gest. 1937), welcher sie bis 1913 als Kommanditgesellschaft Georg Liebermann Nachf. und später als Aktiengesellschaft weiterführte. 1941 erfolgte aufgrund der Arisierung eine Umbenennung in Baumwollspinnerei Falkenau AG und die Spinnereigebäude wurden für die Rüstungsindustrie benutzt. Nach dem Zweiten Weltkrieg wurde in der Unteren Spinnerei die Produktion eingestellt und ein Lager der Konsumgenossenschaft Chemnitz eingerichtet. Die gewachsene Anlage der Unteren Spinnerei besteht aus mehreren, um einen befestigten Hof angeordneten Gebäuden aus unterschiedlichen Bauphasen. 
An der Fassade des großen viergeschossigen Produktionsgebäudes an der Südwestseite des Hofes kann man zwei Bauabschnitte erkennen. Der ältere Bereich, ein verputzter Ziegelbau mit Fenstergewänden aus Hilbersdorfer Porphyrtuff und Flachdach, der vermutlich nach dem erwähnten Brand 1885 eventuell unter Einbeziehung älterer Bausubstanz errichtet wurde, wird durch hohe und regelmäßig angeordnete Segmentbogenfenster bestimmt. Der jüngere südlichere Anbau schließt sich an den älteren Teil an. Es handelt sich um einen verputzten Ziegelbau in Stahlbetonskelettbauweise mit großen rechteckigen Industriefenstern und Flachdach. Er entstand vor 1905. Im Westen wurde im Winkel an das ältere Produktionsgebäude ein dreigeschossiger, langgezogener und verputzter Ziegelbau mit Pultdach angebaut. Die Gebäudeteile stehen jeweils für einen Zeitpunkt in der Geschichte der Industriearchitektur. Sie verdeutlichen im Vergleich miteinander die Entwicklung zu einer sachlicheren, pragmatischeren Formensprache verbunden mit der Nutzung modernster Konstruktionsweisen mit Stahl und Beton. Um den Hof gruppieren sich weiterhin ein freistehendes Gebäude mit repräsentativem Mittelrisalit im Nordwesten (sog. Gesindehaus, gebaut vermutlich um 1880) und ein Wiegehäuschen an der gepflasterten Zufahrt. Südwestlich des großen Produktionsgebäudes verläuft der befestigte Werkskanal, der mithilfe eines östlich der Unteren Spinnerei gelegenen Grundwehres durch die Flöha gespeist wird und dessen Zulauf durch ein Schütz mit Bedienhäuschen reguliert werden konnte. Auf der anderen Seite des Grabens sind ein Schornstein und die Grundmauern einfacher Gebäude in Ziegel- und teilweise Fachwerkbauweise erhalten, die als Kessel- und Maschinenhaus fungierten und eventuell aus der älteren Schneidemühle hervorgingen. Ein den Graben überspannendes Turbinenhaus in Eisenbetonbauweise verbindet das Maschinenhaus mit dem Produktionsgebäude. Zur Anlage gehören weiterhin das sog. Gesindehaus, das Wiegehäuschen sowie das Kessel-, Maschinen- und Turbinenhaus. Die Baumwollspinnerei Georg Liebermann bzw. spätere Baumwollspinnerei Georg Liebermann Nachf. AG zählte am Ende des 19. und am Anfang des 20. Jahrhunderts zu den führenden Unternehmen in der Spinnereibranche Sachsens. Liebermann entstammte einer bedeutenden preußisch-jüdischen Textilfabrikantenfamilie und war der Bruder des Malers und bedeutenden deutschen Impressionisten Max Liebermann (1847–1935), dessen künstlerische Arbeit er anfangs finanziell unterstützte. Georg Liebermann vertrat sozialreformerische Bestrebungen, die er auch in Falkenau umsetzte. Mit seiner finanziellen Hilfe wurden ein Ledigenheim (Am Fabrikweg 1, erbaut 1902), ein Kindergarten, eine Volksküche, eine Badeanstalt und mehrere Wohnhäuser für seine Arbeiter errichtet.

Aufgrund des heutigen Erscheinungsbildes der Unteren Spinnerei in Falkenau ist sie ein bauliches Zeugnis, das die aufgezeigten Entwicklungen in der Bau- und Ortsgeschichte, Industrie- und Wirtschaftsgeschichte, aber auch in der Industriearchitektur verdeutlicht und für das deshalb ein öffentliches Erhaltungsinteresse besteht. Im Ensemble verdeutlichen die einzelnen Bestandteile die funktionalen Zusammenhänge eines auf Wasserkraft- und (später  zusätzlichen) Dampfkraftnutzung aufbauenden Produktionsbetriebes. Zusätzlich besitzt die Untere Spinnerei aufgrund der Verbindung zu Georg Liebermann eine personengeschichtliche Bedeutung.
4. ↑  Geschichte der Baumwollspinnerei Georg Liebermann:

1809 Gründung einer Walkmühle durch Tuchfabrikant Eduard Magnus Fiedler (Oederan). 1836 Ankauf einer Mahlmühle und einer 1821 gegründeten Spinnmühle durch Fiedler auf dem heutigen Areal, 1851 Bau einer Tuchfabrik nach Brand der Mahlmühle (Fiedlersche Fabrik bestand aus Spinnerei, Maschinenweberei, Walke und Appretur, Kessel- und Maschinenhaus, Wollschweißerei, Kardentrocknerei, Ateliergebäude und 8 Wohnhäuser), um 1855 etwa 260 Beschäftigte. Technische Ausstattung: acht Vor- und Feinspinn-, zwölf Rauhmaschinen, sechs Walk- und 16 Transversal-Scheermaschinen sowie 20 mechanische Webstühle. Antrieb über Wasserkraft, ab 1867 durch Jouval-Turbine. 1879 Kauf der Fabrik durch Georg Liebermann, Einrichtung einer Baumwollspinnerei, Großbetrieb zur Produktion hochwertiger Garne in Sachsen. 1883 Großbrand, Wiederaufbau. 1881, 1895 Erweiterung des Kesselhauses und Einbau von Galloway-Kessel, Neubau Schornstein, Neubau Maschinenhaus, 1895 Neubau Spinnereigebäude IIa, Verwaltungsgebäude zwischen 1879 und 1895 (1935 Aufstockung und Erweiterung), 1899 Neubau Spinnereigebäude II b, 1901 Neubau Wasserturm auf Treppenhaus und Neubau Spinnereigebäude III (1909 Aufstockung), zwischen 1903 und 1913 weitere Erneuerung Kesselanlagen,1907 Neubau Wolllager, 1912 Neubau Kohlebunker einschließlich Kohlenförderanlage, Errichtung von Arbeiterwohnhäusern durch Liebermann-Stiftung ab 1897 (Ernst-Thälmannstraße 32,34,36, Fabrikweg 3,4,6,7,8), 1902 Neubau Ledigenwohnheim, soziale Absicherung durch Zusatzrenten für Belegschaft, 1902 Neubau Fabrikantenvilla Plauer Straße 2, Flurstück 232/11, 1911 Verkauf der Fabrik durch Liebermann an Tüllfabrik AG Plaue/Flöha, als „Georg Liebermann KG“ firmierend, 1912 Neubau Abfallgebäude und Staubturm (Architekten waren Händel & Franke, Leipzig), 1921 Neubau Turbinenhaus, Ausstattung Francisturbine 303 PS, später Einbau Kaplanturbine, 1925 Neubau Kessel- und Maschinenhaus (Arch. Kornfeld & Benirschke, Chemnitz), 1929 Betriebsausstattung mit 120000 Spindeln zur Herstellung von Garnen und Zwirnen aus ägyptischer Baumwolle(Rohstoffverbrauch 10.000 Baumwollbarren pro Jahr) – Hauptabnehmer Chemnitzer Strumpf- und Trikotagenindustrie und In- und Ausland, ab 1935 zunehmend Verarbeitung von Zellwolle, 1935/37 Neubau Verwaltungsgebäude(Architekt war Heinz Kirchner, Chemnitz), Aufstellung weiterer Ringspinn- und Zwirnmaschinen, Beschäftigtenzahl 1939 um 900 Personen, ab 1941 Unternehmen „arisiert“ und als „Baumwollspinnerei Falkenau AG“ firmierend, Produktion von kardierten und gekämmten Garnen aus Zellwolle, 1946/47 Demontage, später VEB, produzierte bis in die 1970er Jahre ausschließlich Zellwolle, zahlreiche Umbauten. Ab 1968/72 Musterbetrieb der DDR-Textilindustrie durch Rationalisierung/Technisierung: Falkenau erster Betrieb für „Open-End-Spinntechnologie“ in der Welt (Viskosefasern wurden im Elementenspinnverfahren in Großproduktion verarbeitet), erstmals Einführung Vierschichtsystem-Rollende Woche, Versuche zur Verspinnung synthetischer und Baumwollfasern um 1979, ab 1990 Demontage, Abwicklung, Verkauf (Quellen: Randy Kämpf, Sabrina Pawlak: Baumwollspinnerei Falkenau. Pionierbetrieb im VEB VBSZ Flöha. Seminararbeit IWTG Freiberg. Freiberg 2004, Staatsarchiv Chemnitz, GA Falkenau).